# منظومه شمسی
منظومهٔ شمسی یا سامانهٔ خورشیدی سامانه‌ای گرانشی است که دربرگیرندهٔ یک ستاره به نام خورشید و شماری اجرام آسمانی دیگر است که در مدارهایی مستقیم یا غیرمستقیم پیرامون آن ستاره می‌گردند.
سامانهٔ خورشیدی از انفجار یک اَبَرنواَختر و فروریزش یک اَبرِ ملکولی چرخان پدید آمد و هویت آن در دوران رنسانس (نوزایش) و با مشاهدات افرادی از جمله گالیلئو گالیله دوباره مطرح و شواهد انکارناپذیر آن بر پایهٔ محاسبات او ارائه‌شد. این منظومه در بازوی شکارچی، کهکشان راه شیری واقع‌شده و در فاصلهٔ ۲۶٬۰۰۰ سال نوری از مرکز کهکشانی در کنارهٔ کهکشان خود قرار دارد. خورشید بیش از ۹۹٫۸ درصد جرم سامانهٔ خورشیدی را تشکیل می‌دهد و سرچشمهٔ انرژی بسیار از جمله گرما و نور است. این ستاره یک ستارهٔ نوع جی رشتهٔ اصلی و عضوی از تودهٔ ستارگان نخستین است. مانایی منظومهٔ شمسی به مانایی خورشید وابسته است.

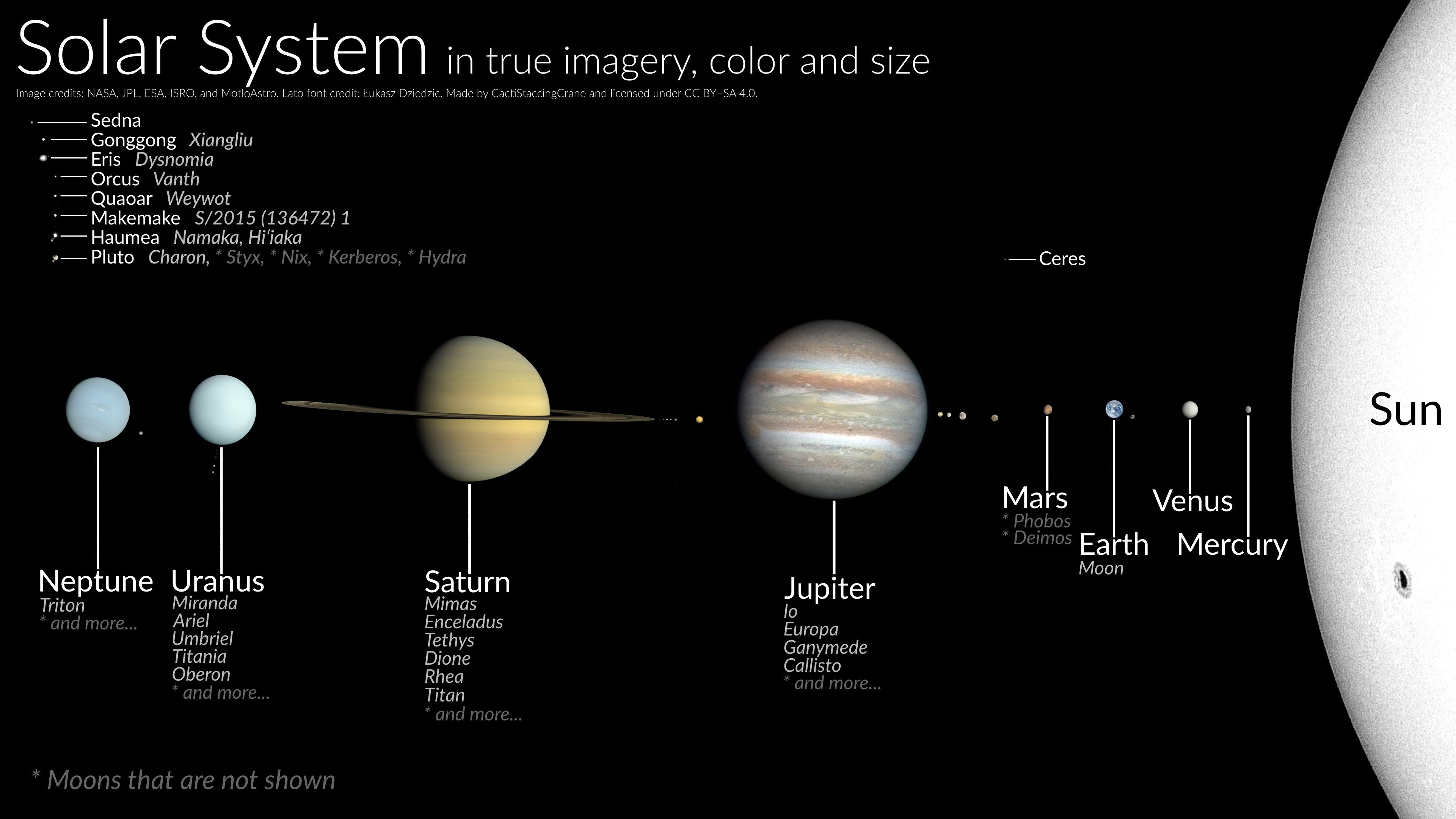
تصویر با رعایت مقیاس و رنگ واقعی سامانه خورشیدی

منظومهٔ شمسی دارای هشت سیاره (تیر یا عطارد، ناهید یا زهره، زمین، بهرام یا مریخ، هرمز یا مشتری، کیوان یا زحل، اورانوس و نپتون) و پنج سیارهٔ کوتولهٔ تاکنون شناخته‌شده (سرس، پلوتون، هائومیا، ماکی‌ماکی و اریس) است. چهار سیارهٔ نخست، سیاره‌های درونی یا زمین‌سان هستند و بیشتر از سنگ ساخته شده‌اند. از چهار سیارهٔ دیگر یا سیاره‌های بیرونی، مشتری و زحل غول‌های گازی هستند و بیشتر از گازهای هیدروژن و هلیوم ساخته شده‌اند و اورانوس و نپتون غول‌های یخی هستند. افزون‌بر این اجرام، منظومهٔ شمسی دربرگیرندهٔ اجرام دیگری از جمله قمرها، سیارک‌ها، شهاب‌واره‌ها، شهاب‌ها، شهاب‌سنگ‌ها و دنباله‌دارهاست. سامانهٔ خورشیدی همچنین دارای مناطق خاصی از جمله کمربند سیارک‌ها، کمربند کویپر و دیسک پراکنده (سامانه خورشیدی) است.
ماده‌ای رقیق و نافشرده (با چگالی بسیار کم) به‌نام محیط میان‌سیاره‌ای در فاصلهٔ میان سیارات و اجسام دیگر وجود دارد. اجزای سازندهٔ محیط میان‌سیاره‌ای را هیدروژن خنثی و غیر یونیزه‌شده، گاز پلاسما، پرتوهای کیهانی و ذرات گرد و غبار تشکیل می‌دهند. در واقع این پنداشت که فضا یک خلأ کامل است، نادرست است و مواد محیط میان‌سیاره‌ای در فضا وجود دارد. سدنا ۹۰۳۷۷ دورترین جسم کشف‌شده در منظومهٔ شمسی است که اوج آن ۱٬۰۰۰ واحد نجومی است و تناوب مداری آن ۱۰٬۵۰۰ سال به طول می‌انجامد. ابری کروی‌شکل و بزرگ به نام ابر اورت منظومهٔ شمسی را دربرگرفته که دامنهٔ آن از ۲٬۰۰۰ تا ۵٬۰۰۰ واحد نجومی دورتر از خورشید آغاز می‌شود و به گستردگی ۵۰٬۰۰۰ تا ۱۰۰٬۰۰۰ واحد نجومی دورتر از خورشید ادامه می‌یابد. گسترش مرزهای منظومهٔ شمسی تا جایی‌است که دیگر تحت تأثیر خورشید (نفوذ نور خورشید، گرانش خورشیدی، میدان مغناطیسی خورشید و بادهای خورشیدی) نیست. هلیوپاز مرز میان محیط میان‌سیاره‌ای و فضای میان‌ستاره‌ای است. هلیوپاز به عنوان مرز بیرونی منظومهٔ شمسی در نظر گرفته شده و برآورد می‌شود که میان ۱۱۰ تا ۱۷۰ واحد نجومی از خورشید دورتر است.

## پیدایش

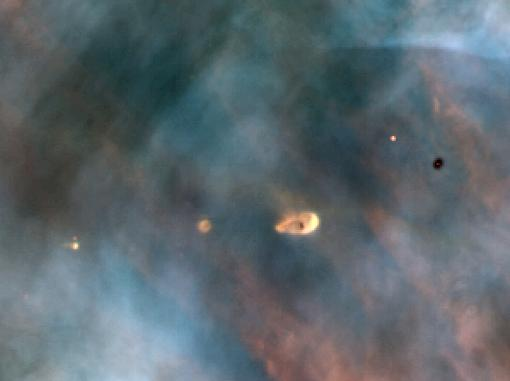
منظومهٔ شمسی، یا سامانهٔ خورشیدی

سامانه‌های ستاره‌ای پیرامون ستاره‌ها شکل می‌گیرند و منظومهٔ شمسی هم پیرامون خورشید شکل گرفته است. تاکنون دانشمندان، ستاره‌شناسان، فلاسفه و بسیاری دیگر به‌دنبال پاسخ چگونگی شکل‌گیری جهان گشته‌اند. هیچ الگوی معتبری که بتواند چگونگی شکل‌گیری جهان را توضیح‌دهد، وجود ندارد؛ اما دانشمندان بر سر الگویی محبوب با نام نظریهٔ سحابی به توافق رسیده‌اند.
حدود ۴٫۶ میلیارد سال پیش، هنگامی که یک ابر گازی و گرد و غباری در فضا آشفته بود، منظومهٔ شمسی در اثر انفجار یک ابرنواختر شکل‌گرفت. انفجار این ابرنواختر امواجی در فضا ساخت که ابر گازی و گرد و غباری را تحت فشار قرار داد. فشردن ابر موجب فروریزش آن شد، به‌طوری‌که گرانش، گاز و گرد و غبار را به هم چسباند و یک سحابی خورشیدی شکل‌گرفت. ابر شروع به چرخیدن کرد و سرانجام فرو ریخت. سپس مرکز ابر داغ‌تر و چگالتر از بقیهٔ آن شد و دیسک گازی و گرد و غباری شکل گرفت که مرکز آن داغ و لبه‌های آن سرد بود. دیسک نازک‌تر و نازک‌تر شد و ذرات با هم توده‌هایی ساختند. با چسبیدن توده‌های کوچک به هم، برخی توده‌های بزرگ ساخته‌شدند و سیاره‌ها و قمرها پدید آمدند. مواد یخی مناطق بیرونی دیسک و مواد سنگی سیارات غول‌پیکری مانند مشتری (برجیس) را پدیدآوردند. سرانجام مرکز ابر به اندازه‌ای گرم شد که تبدیل به ستاره‌ای به نام خورشید شد.
اگرچه نظریهٔ سحابی به‌طور گسترده پذیرفته شده است، اما هنوز مشکلاتی دارد که دانشمندان نتوانسته‌اند دلیل آن را توضیح دهند. یکی از این مشکلات انحراف محوری سیارات است. این مشکل بیان می‌کند که همهٔ سیارات روی دائرةالبروج واقع شده‌اند، با این حال، دلیل اختلاف زیاد در انحراف محوری سیاره‌های درونی و بیرونی مشخص نیست. با پیشرفت فناوری و بررسی و مطالعهٔ سیارات فراخورشیدی، دانشمندان در درستی نظریهٔ سحابی شک کرده‌اند. ستاره‌شناسان برخی از این مشکل‌ها را حل کرده‌اند، اما نتوانسته‌اند به همهٔ پرسش‌ها پاسخ بدهند.

## کشف

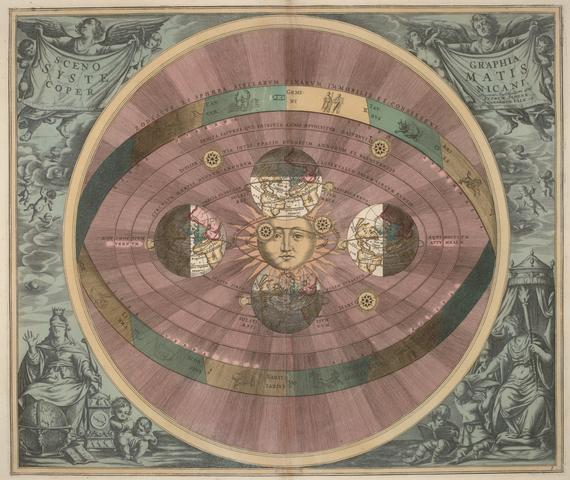
طراحی آندریاس سلاریوس از منظومه کوپرنیکی، از کتاب «هارمونیا ماکروکاسمیکا» (۱۶۶۰).

برای دوره‌ای طولانی، بشر اطلاع یا شناختی از وجود منظومه شمسی نداشت. بیشتر مردم تا قرون وسطای متأخر–رنسانس باور داشتند که زمین ثابت و مرکز گیتی بوده و با اجسام روحانی یا الهی متحرک در آسمان فرق می‌کند. با وجود این که آریستارخوس ساموسی، فیلسوف یونان باستان، وجود خورشید مرکزی در جهان را حدس زده‌بود، نیکلاس کوپرنیک نخستین کسی بود که با استفاده از ریاضیات، نظریه خورشیدمرکزی را ارائه داد.
گالیلئو گالیله در سده هفده میلادی کشف کرد که خورشید دارای لکه‌های خورشیدی است و مشتری چهار قمر در اطراف خود دارد. کریستیان هویگنس با کشف تیتان و شکل حلقه‌های زحل، اکتشافات گالیله را ادامه داد. در سال ۱۷۰۵، ادموند هالی متوجه شد که یک دنباله‌دار هر ۷۵–۷۶ سال تکرار می‌شود. این اولین مدرکی بود که نشان می‌داد که جرم دیگری هم به جز سیارات به دور خورشید می‌گردد. در همان دوران سال ۱۷۰۴، اصطلاح «منظومه شمسی» برای اولین بار در زبان انگلیسی استفاده شد. فریدریش بسل در سال ۱۸۳۸ با موفقیت یک اختلاف‌منظر ستاره‌ای، تغییری ظاهری در موقعیت یک ستاره که به‌دلیل حرکت زمین دور خورشید ایجاد شده، را اندازه گرفت و به این ترتیب، نخستین مدرک مستقیم و تجربی نظریه خورشیدمرکزی را فراهم کرد.

## موقعیت در فضا

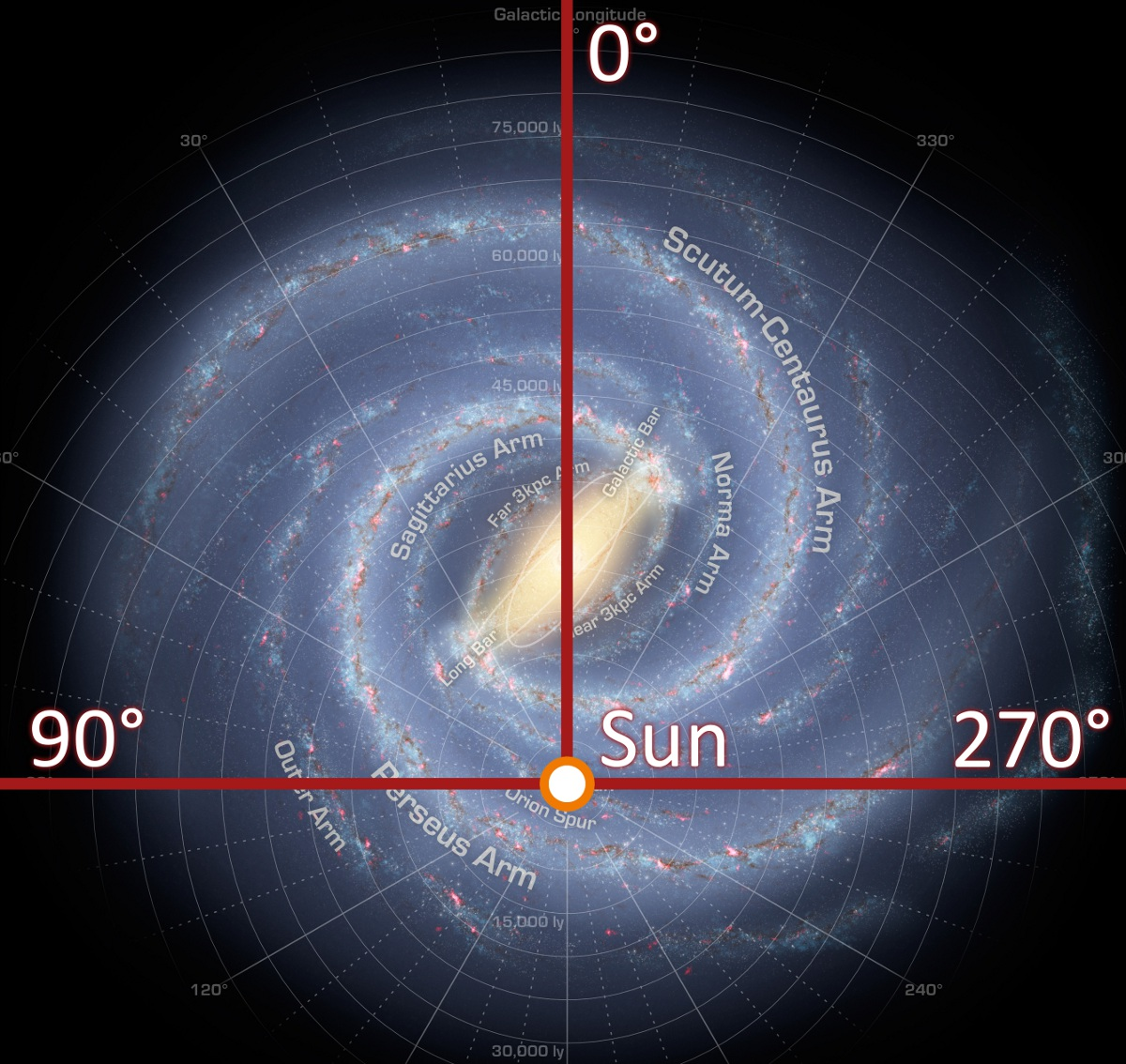
مکان منظومهٔ شمسی در بازوی شکارچی، کهکشان راه شیری

منظومهٔ شمسی در ابر میان‌ستاره‌ای محلی، حباب محلی، بازوی شکارچی، کهکشان راه شیری واقع شده است. ستاره‌شناسان دریافته‌اند که کهکشان راه شیری در واقع دیسک کهکشان ماست و یک سحابی گسترده یا مجموعه‌ای از ستارگان نیست؛ کهکشان راه شیری یک کهکشان مارپیچی میله‌ای است که قطر آن حدود ۱۰۰٬۰۰۰ سال نوری است و پنداشته می‌شود که ۱۰۰ تا ۴۰۰ میلیارد ستاره داشته باشد. منظومهٔ شمسی حدود ۲۵٬۰۰۰ سال نوری از مرکز و کنارهٔ کهکشان فاصله دارد. دانشمندان به تازگی به این نتیجه رسیده‌اند که کهکشان راه شیری احتمالاً دارای دو بازوی مارپیچی بزرگ — بازوی برساووش و بازوی سپر-قنطورس — و چندین بازوی کوچک‌تر است. منظومهٔ شمسی میان دو بازوی بزرگ در بازویی به نام بازوی شکارچی قرار دارد.
سرعت خورشید و منظومهٔ آن پیرامون مرکز کهکشان راه شیری ۲۲۰ کیلومتر بر ثانیه است و این گردش حدود ۲۲۵ میلیون سال به طول می‌انجامد. این مدت زمان یک سال کهکشانی نامیده می‌شود. بازپسین باری که منظومهٔ شمسی در این موقعیت بود، دایناسورها بر روی زمین زندگی می‌کردند.

### همسایه‌ها
آلفا قنطورس نزدیک‌ترین سامانه به خورشید است که دارای سه ستاره است: آلفا قنطورس اِی، آلفا قنطورس بی و پروکسیما قنطورس. آلفا قنطورس ای و بی ستارگان دوتایی هستند. آلفا قنطورس ای چهارمین ستارهٔ درخشان در آسمان شب است و حدود ۲۵ درصد بزرگ‌تر از خورشید است. اما آلفا قنطورس بی کمی کوچک‌تر از خورشیداست. پروکسیما قنطورس نیز یک ستارهٔ کوتولهٔ سرخ و نزدیک‌ترین ستاره به منظومهٔ شمسی‌است و ۴٫۲ سال نوری با خورشید فاصله دارد. این ستاره کوچک‌تر از خورشید است و جرم آن ۱۲٫۳ درصد جرم خورشید و شعاع آن ۱۴٫۵ درصد شعاع خورشید است. ستارهٔ بارنارد (در ۶ سال نوری) و ولف ۳۵۹ (در ۷٫۷ سال نوری) نیز چهارمین و پنجمین ستارهٔ نزدیک به منظومهٔ شمسی هستند. ستارهٔ شباهنگ درخشان‌ترین ستاره در آسمان شب است که ۸٫۶ سال نوری از زمین فاصله دارد و جرم آن ۹۸ درصد جرم خورشید است. پروکسیما قنطورس بی نزدیک‌ترین سیارهٔ فراخورشیدی به منظومهٔ شمسی است که پیرامون ستارهٔ پروکسیما قنطورس می‌گردد.

## خورشید

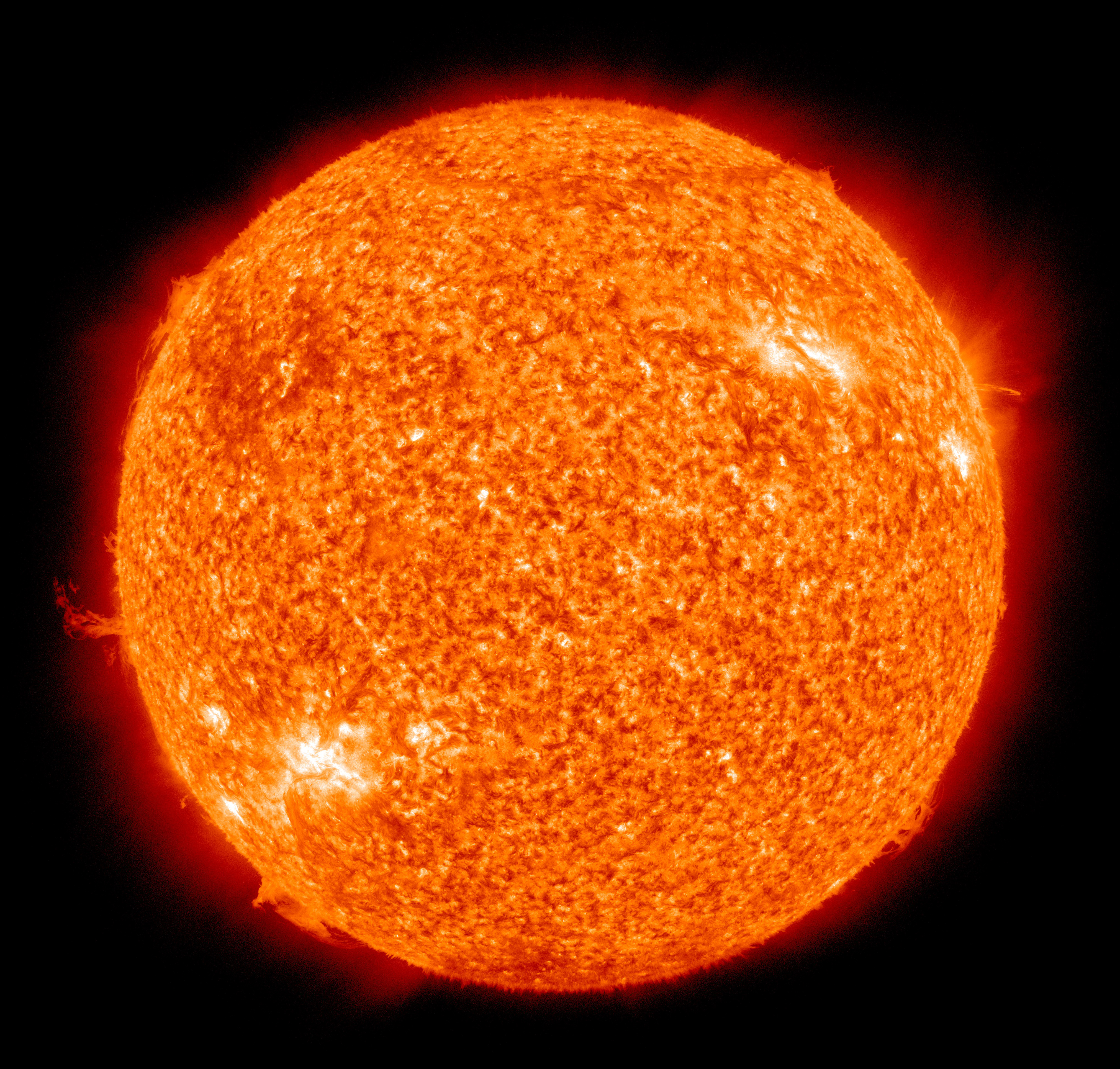
نمایی از خورشید و جو آن

خورشید ستاره‌ای است که زمین و اجرام دیگر منظومهٔ شمسی پیرامون آن می‌گردند. این جسم مسلط بر منظومهٔ شمسی، بیش از ۹۹٫۸ درصد جرم این منظومه را شامل می‌شود. جرم خورشید ۷۴۳ برابر مجموع جرم همهٔ سیارات منظومهٔ شمسی و ۳۳۰٬۰۰۰ برابر جرم زمین است. این ستاره منبع انرژی بسیار است که بخشی از نور و گرمای آن موجب بقای زندگی بر روی کرهٔ زمین می‌شود. دمای سطحی خورشید حدود °۵٬۰۰۰ سانتی‌گراد و دمای هستهٔ آن حدود °۱۵٬۵۰۰٬۰۰۰ سانتی‌گراد، (°۱۵٫۵ میلیون) است.
میانگین فاصلهٔ زمین از خورشید ۱۴۹٬۶۰۰٬۰۰۰ کیلومتر؛ (۱۴۹میلیون و۶۰۰هزار کیلومتر)، برابر با (۹۲٬۹۶۰٬۰۰۰ مایل) است. این فاصله به عنوان یک واحد نجومی شناخته می‌شود و مقیاس اندازه‌گیری فاصله در سراسر منظومهٔ شمسی است. خورشید یکی از بیش از ۱۰۰ میلیارد ستارهٔ کهکشان راه شیری است و مدار آن ۲۵٬۰۰۰ سال نوری از مرکز کهکشان فاصله دارد. این ستاره نسبتاً جوان است و عضوی از جمعیت ستارگان نخستین (ستارگانی که نسبتاً در داشتن عناصر سنگین‌تر از هلیم غنی هستند) است. علاوه بر جمعیت ستارگان نخستین، دو جمعیت دیگر (جمعیت دومین ستارگان و جمعیت سومین ستارگان) وجود دارد.

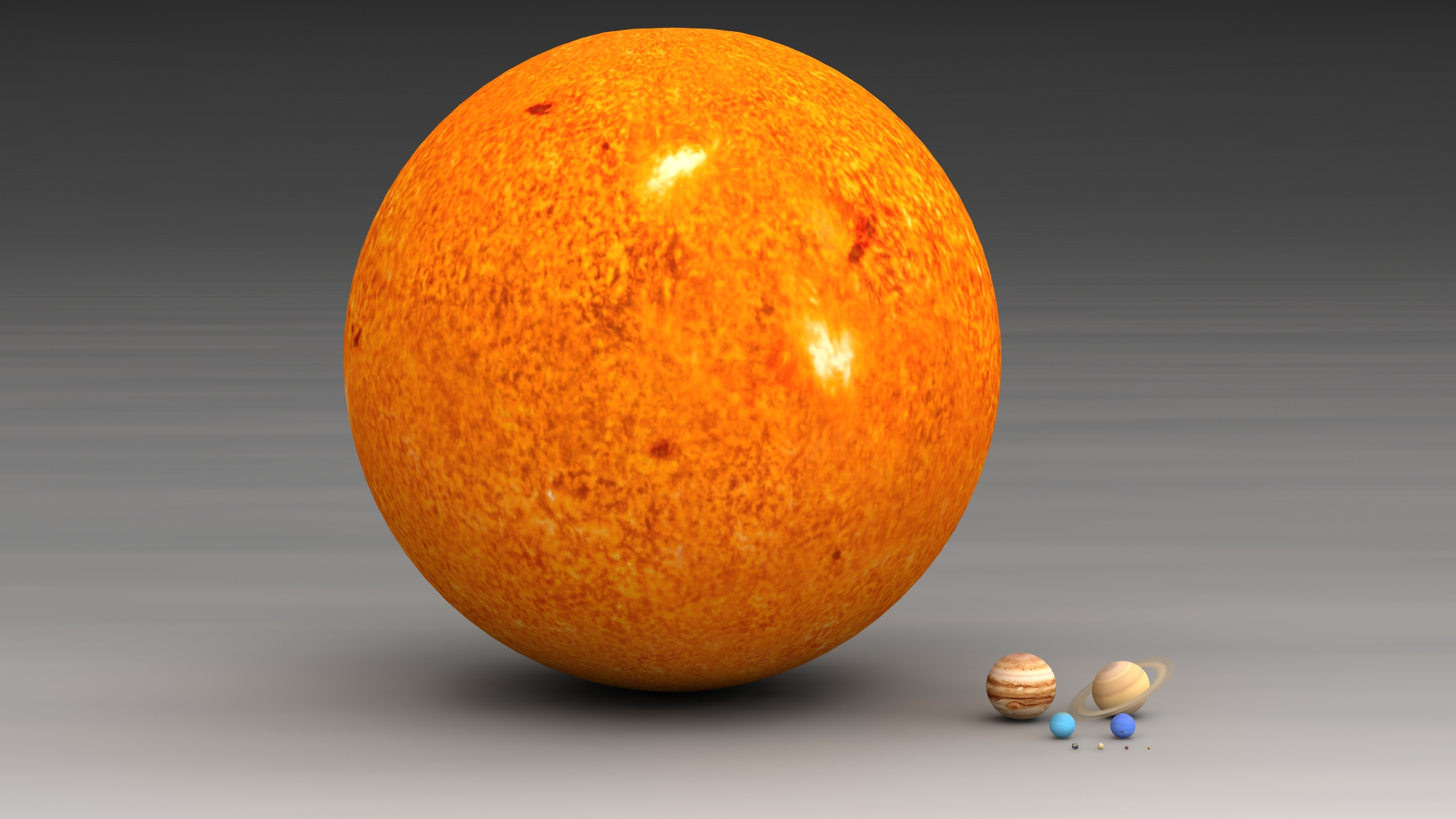
مقایسهٔ اندازهٔ خورشید و سیارات منظومهٔ شمسی

خورشید یک ستارهٔ نوع جی رشته اصلی است و در طبقهٔ دومین ستارگان داغ زرد رنگ و کوتوله قرار دارد. خورشید مانند بیشتر ستاره‌های دیگر از هیدروژن (H۲) و هلیم (He) ساخته شده است. هیدروژن که سبک‌ترین عنصر شیمیایی شناخته‌شده است، ۷۲ درصد جرم خورشید و هلیم ۲۶ درصد آن را می‌سازد. ۲ درصد دیگر را نیز ۷ عنصر اکسیژن (O۲)، کربن (C)، نئون (Ne)، نیتروژن (N۲)، منیزیم (Mg)، آهن (Fe) و سیلیکون (Si) می‌سازند. در خورشید، به ازای هر ۱٬۰۰۰٬۰۰۰ اتم هیدروژن، ۹۸٬۰۰۰ اتم هلیم، ۸۵۰ اتم اکسیژن، ۳۶۰ اتم کربن، ۱۲۰ اتم نئون، ۱۱۰ اتم نیتروژن، ۴۰ اتم منیزیم، ۳۵ اتم آهن و ۳۵ اتم سیلیکون وجود دارد.
بقای زمین به بقای خورشید وابسته است. خورشید در آینده‌ای دور و به عنوان یک ستارهٔ رشته اصلی به عمر خود پایان خواهد داد و خواهد مرد. این ستاره هلیم بیشتر در هستهٔ خود می‌سازد و هیدروژن بیشتری می‌سوزاند و میزان هیدروژنی که می‌سوزاند، از هلیمی که می‌سازد، بیشتر است. این فرایند به تدریج موجب کاهش حجم خورشید خواهد شد و این کاهش حجم اکنون قابل‌توجه نیست، اما حدود ۱ میلیارد سال بعد، حجم این ستاره ۱۰ درصد کاهش خواهد یافت. حدود ۱٫۱ میلیارد سال بعد، خورشید ۱۰ درصد درخشان‌تر از امروز خواهد شد و هر چه‌قدر بر درخشش آن افزوده‌شود، برای زمین زیان‌آور خواهد بود. این افزایش درخشندگی باعث می‌شود که بخار آب (H۲O) جو زمین از دست برود و هرگز بازنگردد و جو زمین خشک شود. حدود ۳٫۵ میلیارد سال بعد، خورشید ۴۰ درصد درخشان‌تر از امروز خواهد شد. این ستاره در آن زمان به اندازه‌ای گرم خواهد شد که اقیانوس‌های روی سطح زمین به جوش خواهد آمد و بخار آب نیز از دست خواهد رفت؛ یخ‌ها ذوب خواهند شد و زمین به سیاره‌ای گرم خشک مانند زهره تبدیل خواهد شد و دیگر زندگی بر روی زمین ممکن نخواهد بود. حدود ۶ میلیارد سال بعد، هستهٔ خورشید از هیدروژن تهی خواهد شد و تنها هلیم ناپایدار در هسته باقی خواهد ماند. سرانجام هسته داغ‌تر و چگال‌تر خواهد شد و خورشید تا جایی بزرگ می‌شود که تبدیل به یک غول سرخ شود. این غول سرخ مدارهای عطارد و زهره و احتمالاً زمین را در برخواهد گرفت و حتی اگر زمین را در بر نگیرد، گرمای آن زمین را به سیاره‌ای زیست ناپذیر تبدیل خواهد کرد. در این زمان، گرما و فشار خورشید به اندازه‌ای خواهد رسید که مرحلهٔ دوم همجوشی هسته‌ای را امکان‌پذیر خواهد کرد و هلیم برای تشکیل کربن خواهد سوخت. این مرحله حدود ۱۰۰ میلیون سال به طول می‌انجامد و سرانجام پوستهٔ ناپایدار هلیم، خورشید را منفجر خواهد کرد. سپس لایه‌های بیرونی خورشید از میان خواهد رفت و فقط یک هستهٔ کربنی از آن باقی خواهد ماند که یک کوتولهٔ سفید است. نور خورشید در طول هشت دقیقه به زمین می‌رسد و تا وقتی که نور آن به زمین نرسد، زمین متوجه نابودی خورشید نمی‌شود و پس از این هشت دقیقه متوجه مرگ خورشید می‌شود. نابودی خورشید موجب نابودی همه چیز در منظومهٔ شمسی خواهد شد.

مراحل زندگی، تشکیل و نابودی خورشید

## محیط میان‌سیاره‌ای

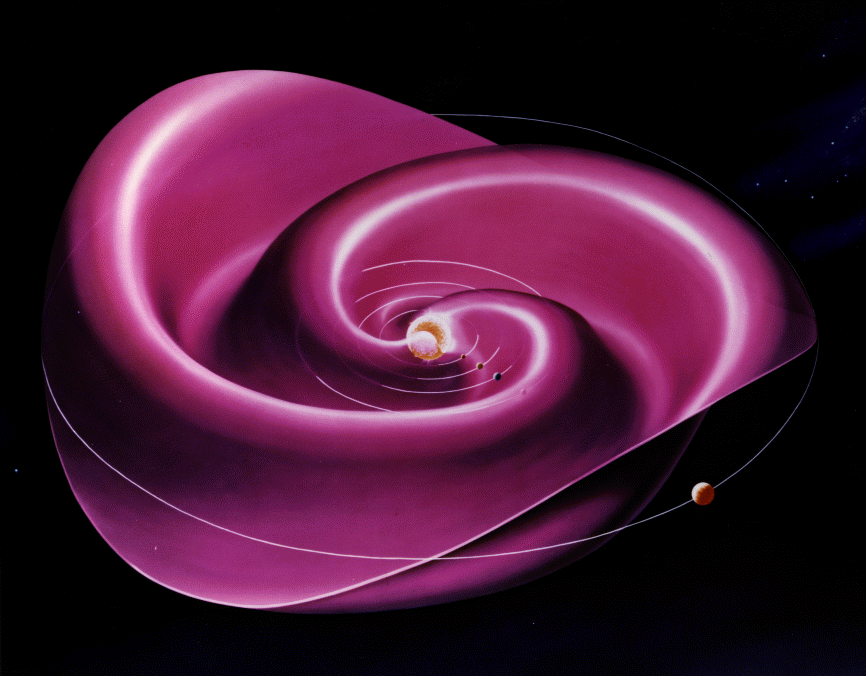
ورقهٔ جاری هلیوسفری حاصل از تأثیر میدان مغناطیسی چرخشی خورشید بر پلاسمای محیط میان‌سیاره‌ای است.

محیط میان‌سیاره‌ای دربردارندهٔ ماده‌ای بسیار رقیق است که فضای میان سیارات و اجسام دیگر منظومهٔ شمسی را پر کرده است. اجزای مواد سازندهٔ محیط میان‌سیاره‌ای از هیدروژن خنثی (غیر یونیزه‌شده)، گاز پلاسما (شامل ذرات باردار الکتریکی که از خورشید می‌آیند)، پرتوهای کیهانی و ذرات گرد و غبار تشکیل شده‌اند. در فاصلهٔ میان مدار زمین و خورشید، در هر ۱۰۰ سانتی‌متر مکعب، یک اتم هیدروژن خنثی وجود دارد.
این تصور که فضا یک خلأ کامل است، نادرست است و محیط میان‌سیاره‌ای در فضا وجود دارد. اما چگالی و تراکم این ماده بسیار کم است و در هر سانتی‌متر مکعب پیرامون زمین تنها ۵ ذره وجود دارد و هر چه قدر از خورشید دور می‌شویم، چگالی این ماده کاهش می‌یابد. چگالی این ذرات تحت تأثیر عواملی از جمله میدان‌های مغناطیسی است. دمای محیط میان‌سیاره‌ای از °۷۳- درجه سانتی‌گراد (۲۰۰ درجه کلوین) در فاصلهُ ۲٫۲ واحد نجومی، تا ° ۱۰۸- درجه سانتی‌گراد (۱۶۵ درجه کلوین) در فاصلهُ ۳٫۲ واحد نجومی، متغیر است. این ماده تا لبهٔ منظومهٔ شمسی گسترش می‌یابد و به فضای میان‌ستاره‌ای برخورد می‌کند و هلیوسفر شکل می‌گیرد که یک نوع حباب مغناطیسی پیرامون منظومهٔ شمسی است. هلیوپاز مرز میان محیط میان‌سیاره‌ای و فضای میان‌ستاره‌ای است و اعتقاد بر این است که حدود ۱۶۰–۱۱۰ واحد نجومی از خورشید فاصله دارد.
ذرات بادهای خورشیدی از راه محیط میان‌ستاره‌ای با سرعت‌های مافوق صوت سفر می‌کنند. بادهای خورشیدی پیرامون موانع محیط میان‌سیاره‌ای مانند دنباله‌دارها و مگنتوسفرهای سیاره‌ای می‌روند.
محیط میان‌سیاره‌ای عامل شماری از پدیده‌ها از جمله نور منطقةالبروجی است که فقط پیش یا پس از غروب آفتاب دیده می‌شود. این درخشان‌ترین نور در نزدیکی افق است و هنگامی که نور با ذرات گرد و غبار محیط میان‌ستاره‌ای در نزدیکی زمین برخورد می‌کند، نور منطقةالبروجی رخ می‌دهد.

## منظومهٔ شمسی درونی

### سیارات درونی

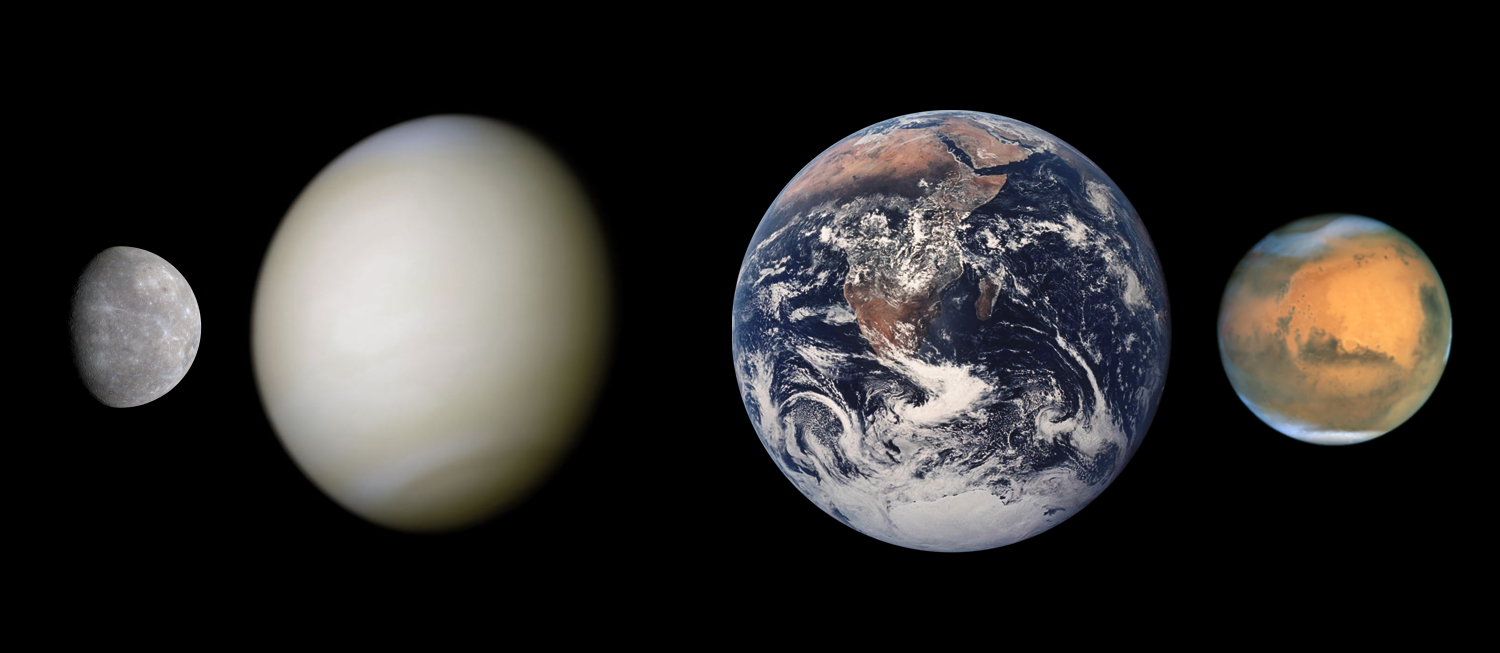
سیارات درونی منظومهٔ شمسی به ترتیب از راست به چپ: مریخ، زمین، زهره، عطارد

سیارات درونی، سیاراتی هستند که در منظومهٔ شمسی درونی و مداری نزدیک به خورشید قرار دارند. منظومهٔ شمسی دارای چهار سیارهٔ درونی به نام‌های عطارد، زهره، زمین و مریخ است. به غیر از محلی که سیارات درونی و بیرونی در آن قرار دارند، تفاوت‌های دیگری میان این سیارات وجود دارد. سیارات درونی بیشتر از سنگ ساخته شده‌اند و نسبت به سیارات بیرونی، کوچک‌تر و چگال‌تر هستند. شمار ماه‌های این سیارات کم یا هیچ است و هیچ حلقهٔ سیاره‌ای پیرامون آن‌ها وجود ندارد. این سیارات را «سیارات زمین‌سان» نیز می‌نامند، زیرا آن‌ها سطوح سنگی و جامد دارند.

#### عطارد (تیر)
تیر یا عطارد کوچک‌ترین سیارهٔ منظومهٔ شمسی و نزدیک‌ترین سیاره به خورشید است. این سیاره تنها کمی بزرگ‌تر از ماه است و با خورشید فاصله‌ای در حدود ۵۸ میلیون کیلومتر (۰/۳۸ واحد نجومی) دارد. دورهٔ چرخش این سیاره ۵۹ روز زمینی و تناوب مداری آن تنها ۸۸ روز زمینی است. عطارد سیاره‌ای سنگی است و سطح آن جامد و دارای گودال و چاله و بسیار شبیه سطح ماه است و هیچ ماه و حلقه‌ای ندارد. جو نازک این سیاره (تقریباً بدون جو) عمدتاً از اکسیژن (O۲)، سدیم (Na)، هیدروژن (H۲)، هلیم (He) و پتاسیم (K) ساخته شده است.
دمای سطحی عطارد می‌تواند به °۴۳۰ سانتی‌گراد برسد. از آن‌جا که این سیاره جوی برای حفظ این گرما ندارد، دمای سطحی آن در شب تا °۱۷۰- سانتی‌گراد کاهش می‌یابد. تغییر دمای این سیاره °۶۰۰ سانتی‌گراد و بیش‌ترین نوسان دما در منظومهٔ شمسی است.

#### زهره (ناهید)

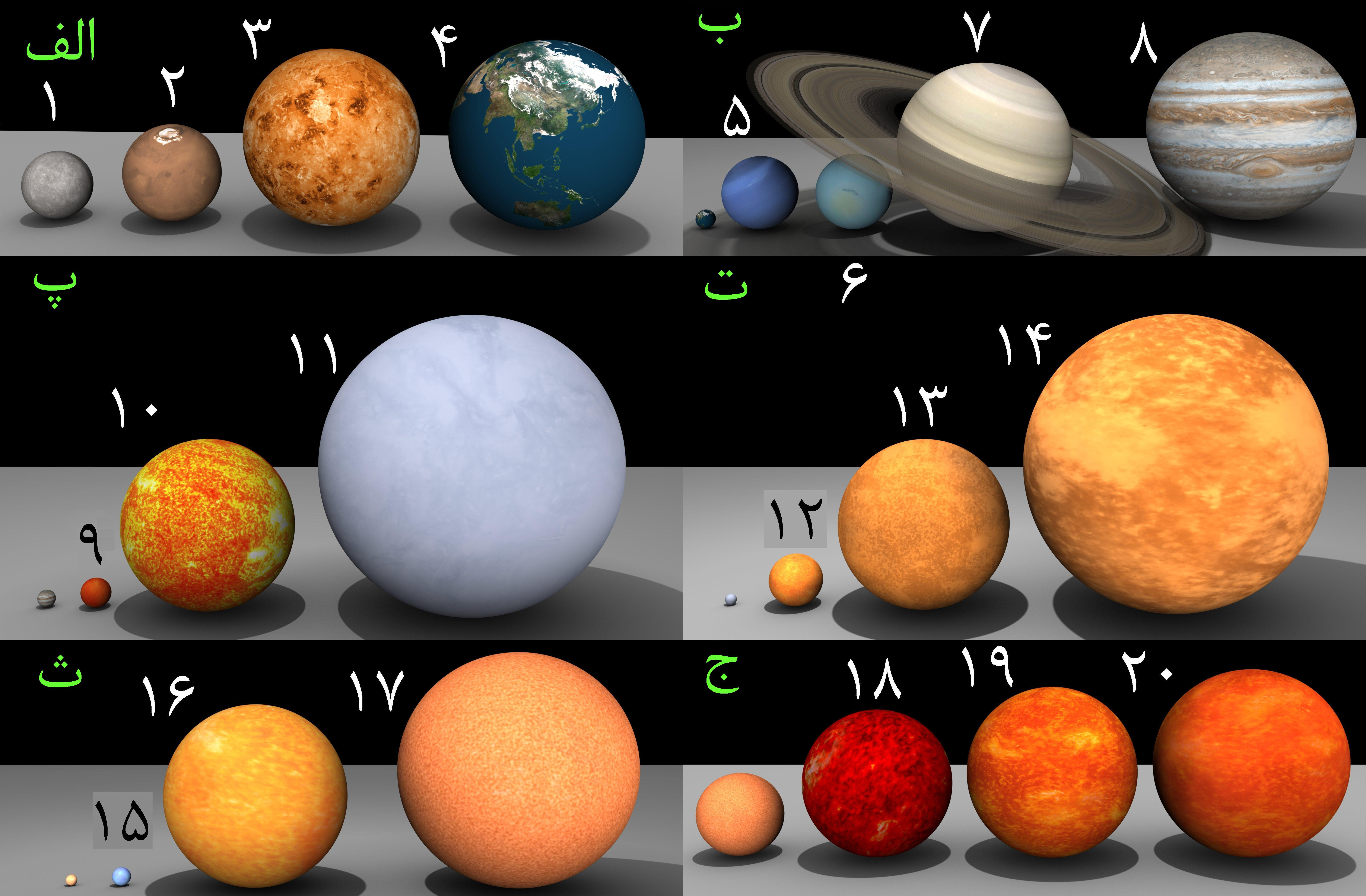
هم‌سنجی سیاره‌های منظومه شمسی با شماری از ستاره‌های مشهور: الف: زمین (۴) > زهره (۳) > مریخ (۲) > عطارد (۱) ب: مشتری (۸) > زحل (۷) > اورانوس(۶) > نپتون (۵) > زمین (بدون شماره) پ: شباهنگ (۱۱) > خورشید (۱۰) > ولف ۳۵۹ (۹) > مشتری (بدون شماره) ت: دبران (۱۴) > نگهبان شمال (۱۳) > سرپسین (۱۲) > شباهنگ (بدون شماره) ث: ابط‌الجوزا (۱۷) >قلب عقرب (۱۶) > پای شکارچی (۱۵) > دبران (بدون شماره) ج: وی‌وای سگ بزرگ (۲۰) >وی‌وی قیفاووس (۱۹) > مو قیفاووس (۱۸) > ابط‌الجوزا (بدون شماره)

ناهید یا زهره دومین سیارهٔ نزدیک به خورشید است و میان عطارد و زمین قرار دارد که از زمان‌های قدیم شناخته شده‌بود. پس از خورشید و ماه، زهره درخشان‌ترین جسم قابل مشاهده از زمین است و گاهی اوقات مانند یک ستارهٔ درخشان در آسمان صبح و شب به نظر می‌رسد. زهره تنها کمی کوچک‌تر از زمین است و فاصلهٔ آن تا خورشید در حدود ۱۰۸ میلیون کیلومتر (۰/۷۲ واحد نجومی) است. دورهٔ چرخش این سیاره ۲۴۳ روز زمینی و تناوب مداری آن ۲۲۵ روز زمینی است. این سیارهٔ سنگی دارای سطحی جامد و چشم‌انداز گودال و آتشفشان است و هیچ ماه و حلقه‌ای ندارد.
زهره و زمین اغلب سیاراتی دوقلو خوانده می‌شوند، زیرا در اندازه، جرم، چگالی، ترکیبات و گرانش مشابه یکدیگرند. دمای زهره بسیار زیاد است و جو چگال آن گرما و اثر گلخانه‌ای را به دام می‌اندازد و دمای سطحی آن را به °۴۶۵ سانتی‌گراد می‌رساند که این دما می‌تواند سرب را ذوب‌کند. جو جهنمی زهره عمدتاً از کربن دی‌اکسید (CO۲)، نیتروژن (N۲) و قطرات ابرهای سولفوریک اسید ساخته‌شده و دانشمندان تنها مقادیر کمی از آب را در جو آن شناسایی کرده‌اند.

#### زمین
زمین یا ارض سومین سیارهٔ دور از خورشید و پنجمین سیارهٔ منظومهٔ شمسی از دیدگاه بزرگی اندازه و جرم است. میانگین فاصلهٔ زمین از خورشید ۱۴۹٬۶۰۰٬۰۰۰ کیلومتر (۱ واحد نجومی) است و دورهٔ چرخش آن ۲۳ ساعت و ۵۶ دقیقه و ۴ ثانیه و تناوب مداری آن ۳۶۵ روز و ۶ ساعت است. زمین سیاره‌ای سنگی است و دارای سطحی جامد و دینامیک و ساخته‌شده از کوه‌ها، دره‌ها، ژرف‌دره‌ها، دشت‌ها و غیره است. چیزی که زمین را از سیارات دیگر جدا و متمایز می‌کند، اقیانوس‌های سطح آن است که ۷۰ درصد از سطح آن را پوشانده‌اند. بسیاری از سیارات جو دارند، اما تنها جو زمین قابل تنفس است. جو زمین برای تنفس و زندگی تعادل کاملی دارد و ۷۸ درصد از نیتروژن، ۲۱ درصد از اکسیژن و ۱ درصد از سایر گازها ساخته شده است. جو زمین تا ۱۰٬۰۰۰ کیلومتر گسترش می‌یابد و دارای پنج لایهٔ تروپوسفر، استراتوسفر، مزوسفر، ترموسفر و اگزوسفر است. ساختار درونی زمین نیز دارای سه لایهٔ پوسته، گوشته و هسته است.
زمین تنها سیارهٔ شناخته‌شده است که زندگی بر روی آن وجود دارد و قطری در حدود ۱۳٬۰۰۰ کیلومتر دارد و میانگین دمای سطحی آن °۱۴ سانتی‌گراد است. دمای زمین در همه جای زمین یکسان نیست؛ گرم‌ترین نقاط زمین نزدیک استوا واقع شده‌اند و دمای آن‌جا به °۵۷٫۷ سانتی‌گراد نیز می‌رسد، اما قطب جنوب در جنوبگان سردترین نقطهٔ زمین است و دمای آن‌جا تا °۸۹- سانتی‌گراد می‌رسد. میدان مغناطیسی زمین توسط جریان‌های درون هستهٔ بیرونی آن پدید می‌آید. هنگامی که ذرات باردار الکتریکی خورشید در میدان مغناطیسی زمین به دام می‌افتند، به مولکول‌های هوای بالای قطب مغناطیسی شمال و جنوب تبدیل می‌شوند و باعث ایجاد پدیده‌ای به نام شفق قطبی می‌شوند. زمین حلقه‌ای ندارد و دارای یک ماه است. در حالی که عطارد و زهره ماه ندارند و سیارات دیگر منظومهٔ شمسی دارای دو یا بیش از دو ماه هستند. قطر ماه زمین حدود یک‌چهارم قطر زمین است و فاصلهٔ آن تا زمین در حدود ۳۸۴ هزار کیلومتر (۰/۰۰۲۷۵ واحد نجومی) است. دورهٔ چرخش ماه به دور زمین ۲۷ روز به طول می‌انجامد و سطحی جامد و دارای گودال و حفره دارد. تاکنون بیش از ۱۰۰ فضاپیما برای اکتشاف ماه به فضا پرتاب شده است. ماه تنها جسم آسمانی (پس از زمین) است که انسان‌ها (طی مأموریت‌های برنامهٔ فضایی آپولو) آن را دیده‌اند و بر آن گام نهاده‌اند.

#### مریخ (بهرام)

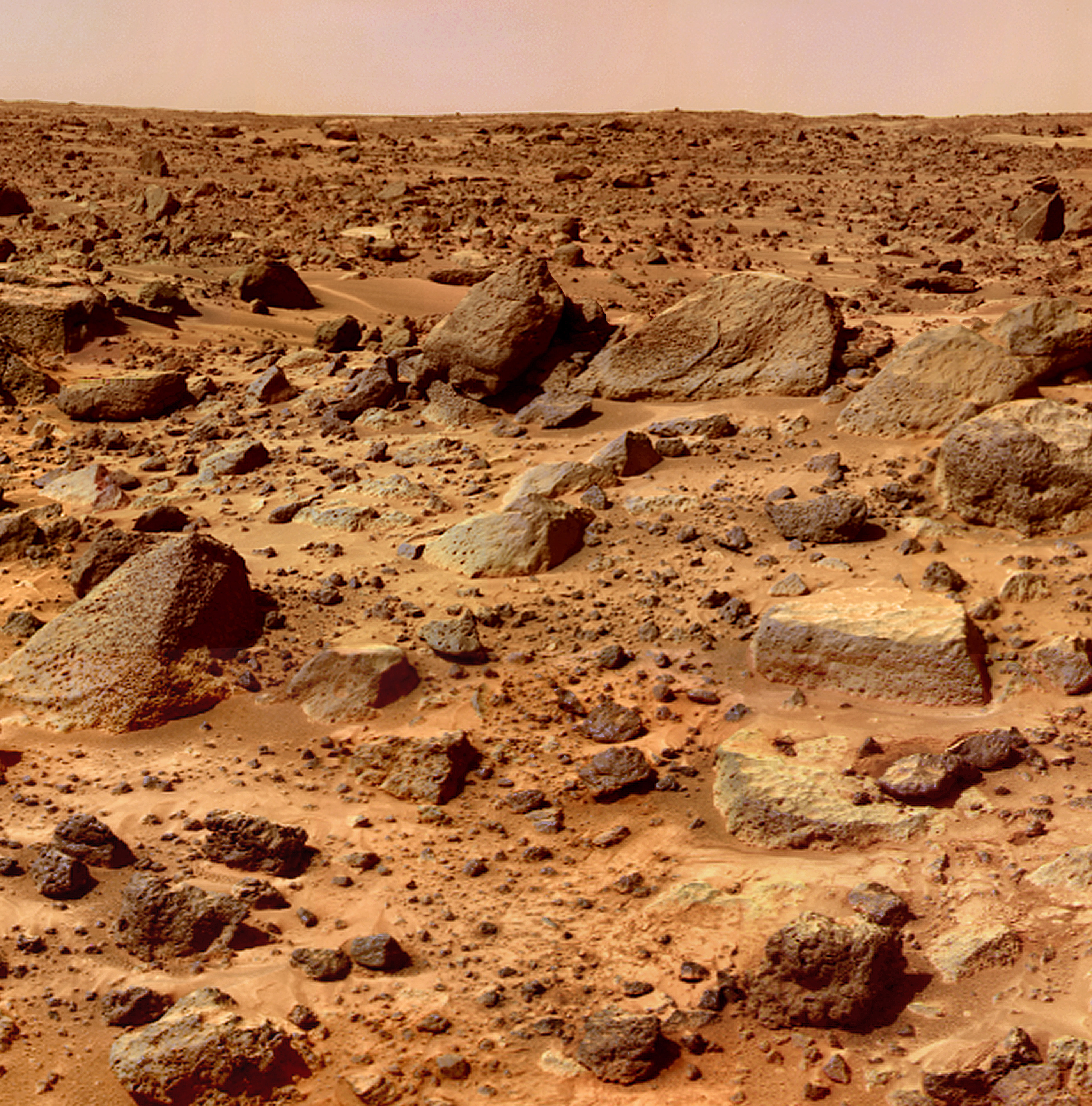
نمایی از سطح خشک و بیابانی مریخ

بهرام یا مریخ چهارمین سیارهٔ نزدیک به خورشید و هفتمین سیارهٔ منظومهٔ شمسی از دیدگاه اندازه و جرم است و در آسمان شب، قرمز رنگ است و گاهی اوقات آن را «سیارهٔ سرخ» می‌نامند. مریخ یک بیابان خشک است و قطر آن نصف قطر زمین است. مریخ نیز مانند زمین دارای فصل‌ها، یخ‌های قطبی، آتشفشان‌ها، ژرف‌دره‌ها و آب‌وهوا است. کوه المپوس بزرگ‌ترین کوه آتشفشانی منظومهٔ شمسی است و در مریخ واقع است. دورهٔ چرخش این سیاره ۲۴/۶۲۳ ساعت و تناوب مداری آن ۱ سال و ۳۲۱٫۷۳ روز به طول می‌انجامد.
بیش‌ترین دمای سطحی مریخ °۵- سانتی‌گراد و کم‌ترین دمای سطحی آن °۸۷- سانتی‌گراد است. ۹۵٫۳۲ درصد از جو مریخ از کربن دی‌اکسید (CO۲)، ۲٫۷ درصد آن از نیتروژن (N۲)، ۰٫۱۳ درصد آن از اکسیژن (O۲) و ۰٫۰۸ درصد باقی‌ماندهٔ آن از کربن مونوکسید (CO)، نیتریک اکسید (NO)، مقادیر جزئی آب (H۲O)، نئون (Ne)، کریپتون (Kr) و زنون (Xe) ساخته شده است. مریخ دارای دو ماه به نام‌های فوبوس و دیموس است ظاهراً از سنگ‌های سرشار از کربن (C) ساخته شده‌اند. از آن‌جا که این دو ماه فاقد گرانش کافی برای تبدیل به یک جسم دایره‌ای‌شکل هستند، دارای اشکالی نامنظم هستند و فوبوس وسیع‌تر و پهناورتر از دیموس است. دانشمندان بر این باورند که ۳٫۵ میلیارد سال پیش، مریخ بزرگ‌ترین سیل منظومهٔ شمسی را تجربه کرده است. اکنون، مریخ بیش از حد سرد است و جو آن بیش از اندازه نازک است و اجازهٔ باقی‌ماندن آب مایع به مدت طولانی در سطح آن را نمی‌دهد. یخ آب در نزدیکی سطح مریخ و آب یخ‌زده در یخ‌های قطبی آن وجود دارد.

### کمربند سیارک‌ها

کمربند سیارک‌ها (اجرام سفید رنگ) میان مریخ و مشتری واقع شده است.

کمربند سیارک‌ها منطقه‌ای از فضا میان مریخ و مشتری است و اجرام آن از اجرام کمربند کویپر و دیسک پراکنده متمایز و جدا است. این منطقه حاوی میلیون‌ها سیارک است و دانشمندان بر این باورند که این سیارک‌ها تکه‌های خردشدهٔ یک سیارهٔ بزرگ هستند که در مدتی طولانی از هم پاشید و شکسته‌شد. سیارک‌ها در اندازه‌های مختلف وجود دارند؛ بسیاری از آن‌ها حتی از یک مایل نیز کوچک‌ترند، در حالی که برخی دیگر بزرگ هستند. سرس بزرگ‌ترین جسم کمربند سیارک‌ها است که اکنون در طبقهٔ سیارات کوتوله جای‌دارد. بیش از نیمی از جرم این کمربند را سرس، پالاس، ۴ وستا و هیجا ساخته‌اند و سرس به تنهایی نزدیک به ۲۵ درصد جرم این کمربند را ساخته است.
تاکنون ۱۲ مأموریت فضایی برای بررسی کمربند سیارک‌ها طراحی شده است. پایونیر ۱۰ در سال ۱۹۷۲ برای نخستین بار از کمربند سیارک‌ها گذشت. فضاپیمای داون به‌طور ویژه برای بررسی مدار دو سیارک (سرس و وستا) ساخته شده است. پس از این بررسی، اگر این فضاپیما قابل استفاده باشد، ممکن‌است که به مقصدهای دیگر نیز فرستاده‌شود.

#### سرس
سرس یک سیارهٔ کوتوله و نخستین و بزرگ‌ترین سیارک شناخته‌شده در کمربند سیارک‌هاست. میانگین فاصلهٔ این سیارک کوتوله از خورشید در حدود ۴۱۴ میلیون کیلومتر (۲٫۷۷ واحد نجومی) است. قطر این سرس ۹۴۰ کیلومتر است و قطر آن در حدود ۲۷ درصد قطر ماه است. اگرچه سرس بزرگ‌ترین سیارک است، اما درخشان‌ترین سیارک نیست و این ویژگی متعلق به وستا (دومین سیارک بزرگ) است و سپیدایی آن بیش از سه برابر سپیدایی سرس است. دورهٔ چرخش این سرس ۹٫۰۷۴۱۷ ساعت و تناوب مداری آن ۴٫۶۱ سال است.
نظریه‌پردازی شده است که مقادیر زیادی از آب در سرس وجود دارد و اگر آب در جایی وجود داشته‌باشد، احتمال دارد که در آن‌جا زندگی وجود داشته‌باشد. تاکنون تنها نگاره‌های عطارده و فازی توسط تلسکوپ فضایی هابل گرفته شده است. اما در سال ۲۰۱۵، فضاپیمای داون به سرس خواهد رسید.

### شهاب‌واره، شهاب و شهاب‌سنگ

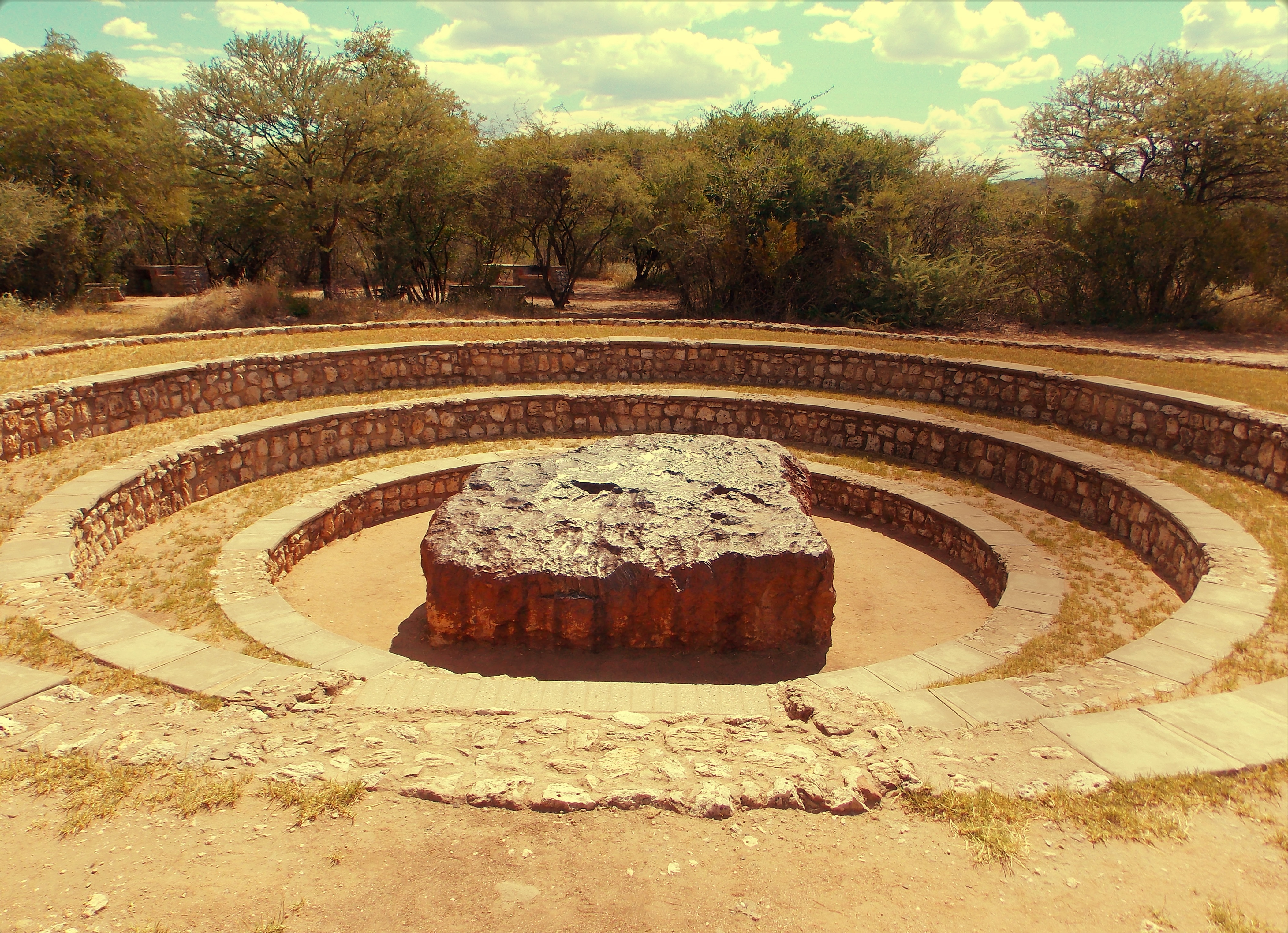
شهاب‌سنگ ۵۴ تنی هوبا

شهاب‌واره‌ها بقایای کوچک‌تر از یک سیارک هستند. بیشتر شهاب‌واره‌هایی که وارد جو زمین می‌شوند، به اندازه‌ای کوچک هستند که نمی‌توانند وارد سطح زمین شوند و تبخیر می‌شوند و در این حالت عناوین مختلفی (شهاب یا شهاب‌سنگ) می‌گیرند.
وقتی که شهاب‌واره وارد جو زمین می‌شود، گرم می‌شود و نور رشته‌ای مانندی از آن دیده می‌شود که شهاب نام‌دارد. اما گاهی اوقات شهاب‌واره‌ها از جو زمین می‌گذرند و بر روی زمین می‌افتند که این جسمی که بر روی زمین افتاده است را شهاب‌سنگ می‌نامند. بیشتر شهاب‌سنگ‌ها، آهنی، سنگی یا آهنی–سنگی هستند و در اندازه‌های کوچک و بزرگ وجود دارند. شهاب‌سنگ هوبا یکی از بزرگ‌ترین شهاب‌سنگ‌هایی بود که در جنوب غربی آفریقا افتاد و وزن آن در حدود ۵۴٬۰۰۰ کیلوگرم (۵۴ تن) بود.

## منظومهٔ شمسی بیرونی

### سیارات بیرونی

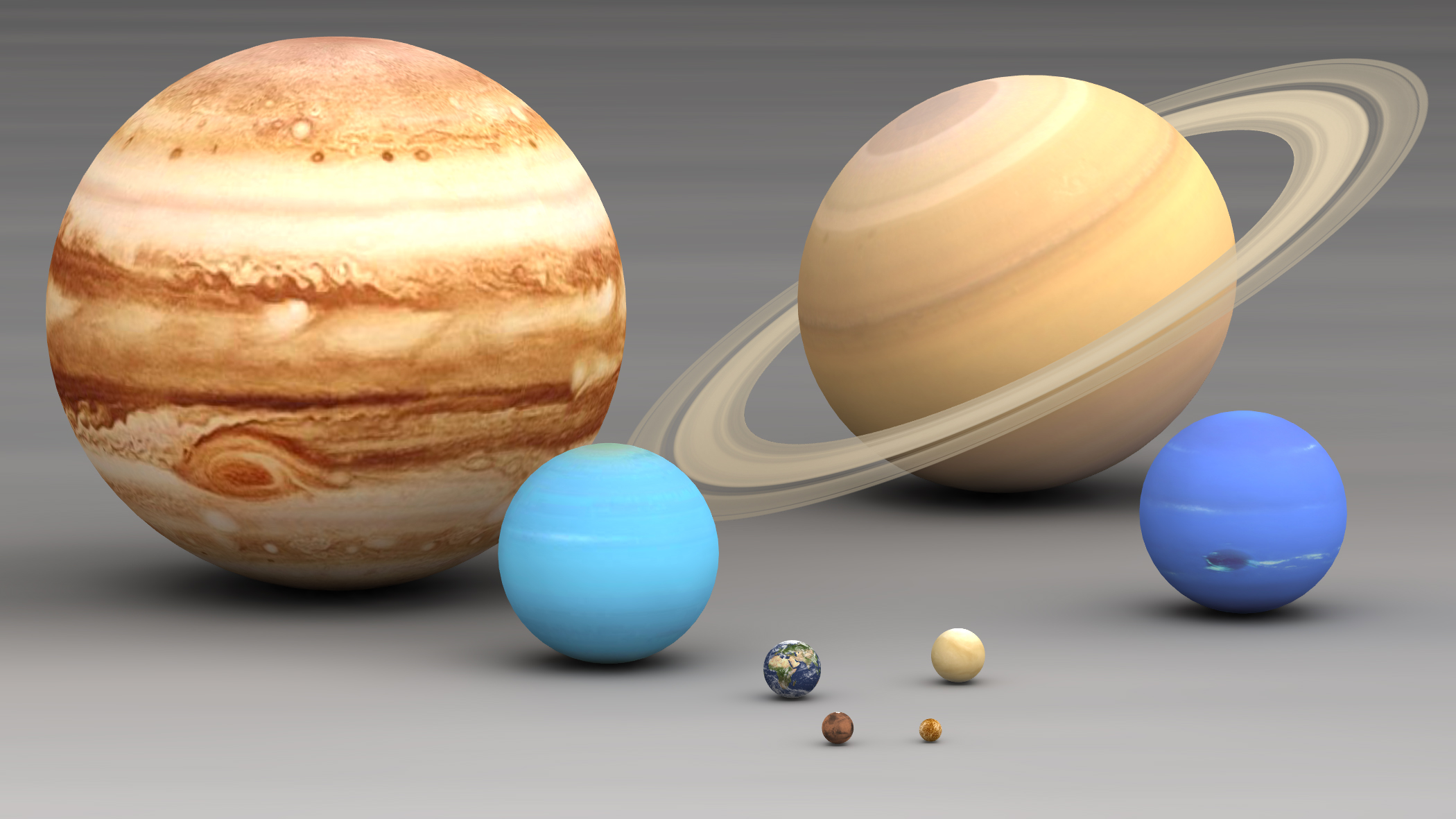
مقایسهٔ سیارات بیرونی و درونی سامانه خورشیدی به ترتیب از بالا به پایین و از راست به چپ: زحل، مشتری نپتون، اورانوس زهره، زمین عطارد، مریخ

غول گازی (سیارهٔ بیرونی یا سیارهٔ مشتری‌سان) سیاره‌ای است که عمدتاً از سنگ و مواد جامد ساخته نشده، بلکه از گازهای مختلف ساخته شده است. این سیارات به‌طور کامل از گاز ساخته نشده‌اند و ستاره‌شناسان یک مرکز سنگی برای این سیارات در نظر می‌گیرند. منظومهٔ شمسی دارای چهار غول گازی به نام‌های مشتری، زحل، اورانوس و نپتون است. به دلیل این که این سیارات دورترین سیارات منظومهٔ شمسی نسبت به خورشید هستند، آن‌ها را سیارات بیرونی می‌نامند. از آن‌جا که این سیارات از گاز ساخته شده‌اند، دارای چگالی کم هستند. علاوه بر بزرگ‌بودن، غول‌های گازی به سرعت می‌چرخند و پیرامون خود دارای حلقه هستند و ماه‌های بسیاری نیز دارند. از آن‌جا که این سیارات دورتر از سیارات درونی هستند، دانشمندان نتوانسته‌اند از نزدیک مطالعات گسترده‌ای بر روی آن‌ها انجام‌دهند. علاوه بر منظومهٔ شمسی، دانشمندان غول‌های گازی دیگری را در سامانه‌های خورشیدی دیگر کشف کرده‌اند که مانند مشتری هستند.

#### مشتری (هرمز، برجیس)

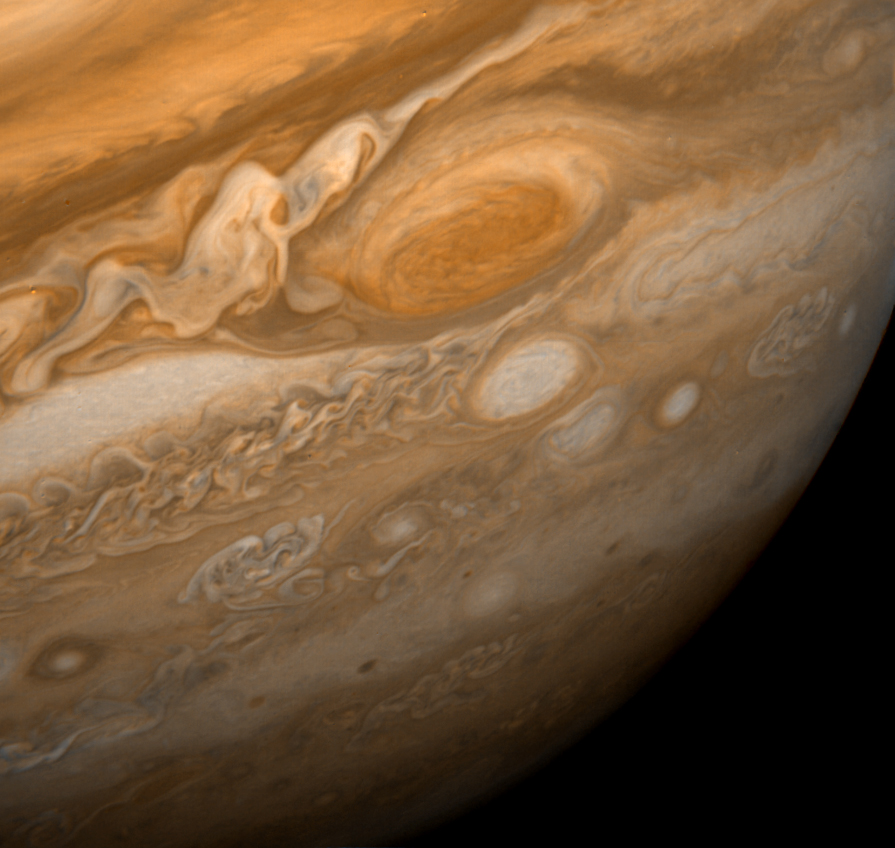
نمایی از لکهٔ سرخ بزرگ (نگارهٔ گرفته‌شده توسط وویجر ۱)

هرمز یا مشتری بزرگ‌ترین سیارهٔ منظومهٔ شمسی و پنجمین سیارهٔ دور از خورشید است. این سیاره یکی از درخشان‌ترین اجرام آسمان شب است، تنها ماه، زهره و گاهی اوقات مریخ درخشان‌تر هستند. میانگین فاصلهٔ مشتری از خورشید برابر با ۷۷۷٬۹۲۰٬۰۰۰ کیلومتر (۵٫۲ واحد نجومی) است. قطر استوایی این سیاره تقریباً ۱۴۳٬۰۰۰ کیلومتر (۸۹٬۰۰۰ مایل) است و به اندازه‌ای بزرگ است که همهٔ سیارات دیگر منظومه می‌توانند در آن جا بگیرند. هم‌چنین می‌توان ۱٬۳۰۰ کرهٔ زمین را درون مشتری جای‌داد. ترکیبات این سیاره مانند ترکیبات یک ستاره است و اگر سنگینی آن ۸۰ برابر شود، تبدیل به یک ستاره می‌شود. دورهٔ چرخش این سیاره ۹/۹۲۵ ساعت و تناوب مداری آن ۱۱ سال و ۳۱۳٫۸۳۹ روز است.
دمای مشتری °۱۴۸- سانتی‌گراد است و جو آن را هیدروژن (H۲) و هلیم (He) می‌سازند. این سیاره دارای سه حلقهٔ بسیار کدرتر از حلقه‌های زحل است که توسط فضاپیمای وویجر ۱ در سال ۱۹۷۹ کشف شده است. حلقهٔ اصلی مسطح است و ضخامت آن در حدود ۳۰ کیلومتر (۲۰ مایل) و گستردگی و وسعت آن تا حدود ۶٬۴۰۰ کیلومتر (۴٬۰۰۰ مایل) است. حلقهٔ دوم نیز ابر مانند است و ضخامت آن در حدود ۲۰٬۰۰۰ کیلومتر (۱۲٬۰۰۰ مایل) است. حلقهٔ سوم به دلیل شفافیت خود بسیار نازک است و از ذرات گرد و غباری که قطرشان به ۱۰ میکرون هم نمی‌رسد، ساخته شده است و تا حدود ۱۲۹٬۰۰۰ کیلومتر (۸۰٬۰۰۰ مایل) به لبهٔ بیرونی و تا حدود ۳۰٬۰۰۰ کیلومتر (۱۸٬۶۰۰ مایل) از درون گسترش می‌یابد. شمار ماه‌های مشتری ۶۳ است. چهار ماه بزرگ مشتری، گانمید، کالیستو، آیو و اروپا هستند که توسط گالیلئو گالیله کشف شده‌اند و به ماه‌های گالیله‌ای مشهورند. گانیمد بزرگ‌ترین ماه سامانه خورشیدی است.

#### زحل (کیوان)

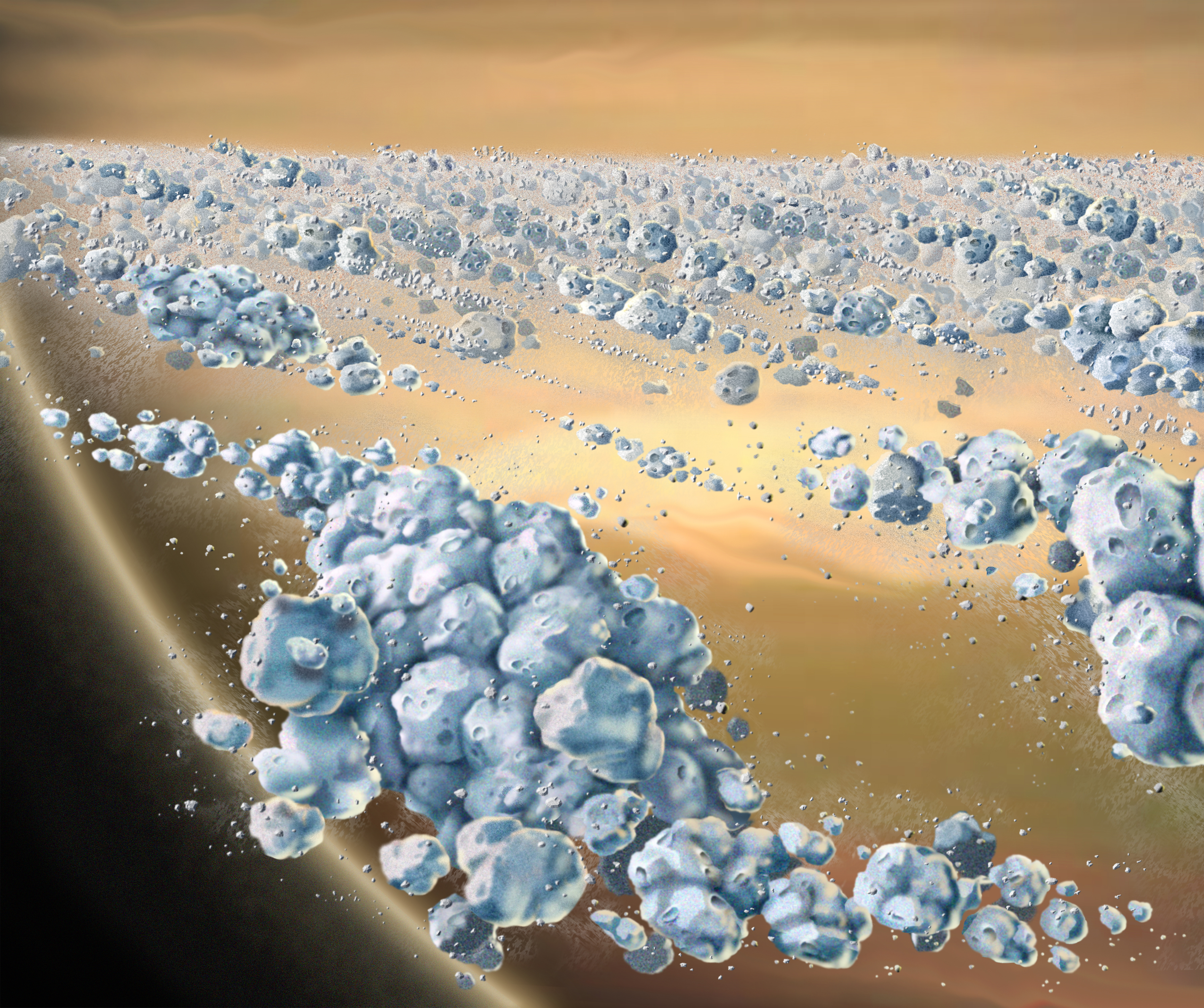
طراحی هنری از موادی که حلقه‌های خیره‌کنندهٔ زحل را ساخته‌اند.

کیوان یا زحل دومین سیارهٔ منظومهٔ شمسی از دیدگاه جرم و اندازه و ششمین سیارهٔ دور از خورشید است. زحل در آسمان شب به راحتی با چشم غیر مسلح به عنوان یک نقطهٔ نسبتاً غیر درخشان قابل مشاهده است. این سیاره را می‌توان با یک تلسکوپ کوچک از روی حلقه‌های باشکوه آن پیدا کرد. دورهٔ چرخش زحل ۱۰٫۶۵۶ ساعت و تناوب مداری آن ۲۹ سال و ۱۶۶٫۹۷ روز است.
جو زحل از هیدروژن (H۲) و هلیم (He) ساخته شده است. گالیله برای نخستین بار در سال ۱۶۱۰ حلقه‌های زحل را مشاهده‌کرد. این سیاره دارای حلقه‌های بسیاری است که از میلیاردها ذرات یخی و سنگی به اندازهٔ یک دانهٔ شکر تا یک خانه ساخته شده‌اند. احتمالاً این حلقه‌ها بقایای خردشدهٔ دنباله‌دارها، سیارک‌ها و ماه‌ها هستند. بزرگ‌ترین حلقهٔ این سیاره ۲۰۰ برابر قطر آن است. اگرچه این حلقه‌ها تا هزاران مایل گسترش می‌یابند، حلقه‌های اصلی معمولاً حدود ۳۰ فوت ضخامت دارند. شمار ماه‌های زحل ۶۲ است. تیتان بزرگ‌ترین ماه زحل و دومین ماه بزرگ منظومهٔ شمسی پس از گانمید (ماه مشتری) است و اندازهٔ آن کمی بزرگ‌تر از عطارد است.

#### اورانوس
اورانوس هفتمین سیارهٔ دور از خورشید و سومین غول گازی بزرگ پس از مشتری، زحل است. اورانوس در درخشان‌ترین حالت خود، فقط با چشم غیر مسلح به عنوان یک نقطهٔ آبی–سبز قابل مشاهده است. دورهٔ چرخش اورانوس ۱۷/۲۴- ساعت و تناوب مداری آن ۸۴ سال و ۴/۴ روز است.
جو اورانوس از هیدروژن (H۲)، هلیم (He) و متان (CH۴) ساخته شده است. حلقه‌های اورانوس پس از حلقه‌های زحل و به کمک ستاره‌شناسان کشف‌شد. اورانوس دارای دو گروه حلقه است: نخست، «حلقه‌های سامانهٔ درونی» عمدتاً حلقه‌های باریک و عطارده هستند. دوم، «حلقه‌های سامانهٔ بیرونی» (که توسط تلسکوپ فضایی هابل کشف شده‌اند) روشن‌رنگ و شامل دو حلقهٔ قرمز و آبی هستند. دانشمندان تا به امروز ۱۳ حلقه پیرامون اورانوس شناسایی کرده‌اند. شمار ماه‌های اورانوس ۲۷ است. تیتانیا و ابرون بزرگ‌ترین ماه‌های اورانوس هستند که در سال ۱۷۸۷ توسط ویلیام هرشل کشف‌شدند.

#### نپتون

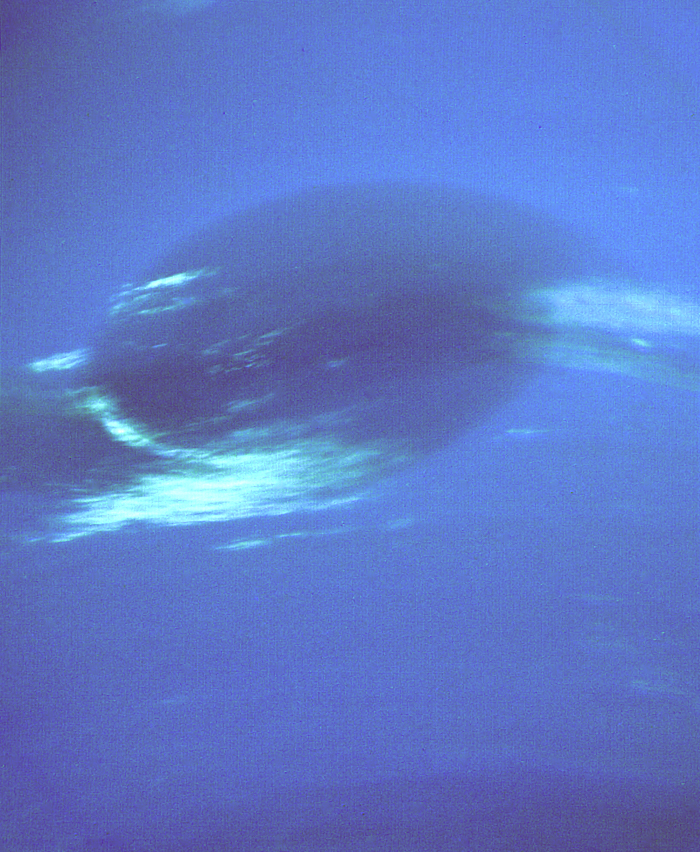
لکهٔ سیاه بزرگ، آشفته‌ترین بخش نپتون است. (نگارهٔ گرفته‌شده توسط وویجر ۲)

نپتون چهارمین سیاره بزرگ منظومهٔ شمسی و هشتمین سیارهٔ دور از خورشید و بازپسین سیارهٔ بیرونی منظومهٔ شمسی است که نمی‌توان آن را از زمین با چشم غیر مسلح مشاهده‌کرد. این سیاره با یک تلسکوپ کوچک به رنگ سبز و آبی به نظر می‌رسد. دورهٔ چرخش نپتون ۱۶٫۱۱ ساعت و تناوب مداری آن ۱۶۴ سال و ۲۸۸ روز است.
جو نپتون از هیدروژن (H۲)، هلیم (He) و متان (CH۴) ساخته شده است. حلقه‌های غیرمعمولی نپتون یکسان نیستند، اما دارای گرد و غبارهای ضخیم درخشانی هستند که «کمان» نامیده می‌شوند. پنداشته می‌شود که حلقه‌های نپتون نسبتاً جوان هستند و عمر کوتاهی داشته‌اند. داده‌های سال ۲۰۰۵ نشان داد که ظاهراً حلقه‌های این سیاره بی‌ثبات‌تر از آن چیزی هستند که پیش از آن پنداشته می‌شد. شمار ماه‌های نپتون ۱۳ است. تریتون منحصر به فرد است و تنها ماه بزرگ منظومهٔ شمسی است که در جهت مخالف چرخش سیارهٔ خود (نپتون)، پیرامون آن می‌چرخد. تریتون تنها ماه کروی‌شکل نپتون است و ۱۲ ماه دیگر آن اشکال نامنظم دارند.

## منطقهٔ فرانپتونی

### کمربند کویپر

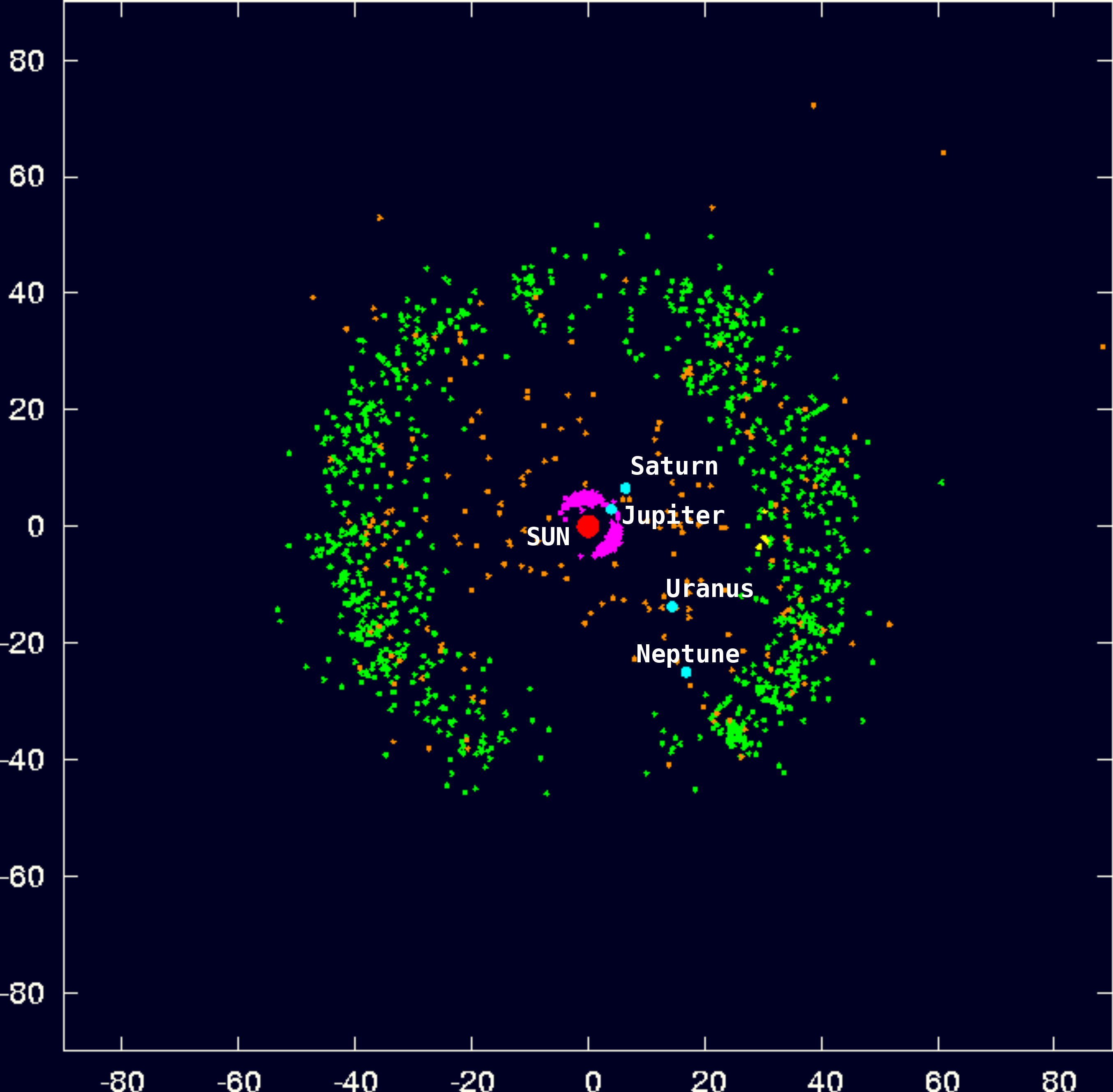
پراکندگی اجرام کمربند کویپر (سبز رنگ) و اجرام دیسک پراکنده (نارنجی رنگ) در منظومهٔ شمسی

کمربند کویپر منطقه‌ای از فضا است که پیرامون خورشید و فراتر از نپتون واقع شده است و دارای اجسام کوچک یخی است. این منطقه به افتخار جرارد کویپر (ستاره‌شناس هلندی–آمریکایی) نام‌گذاری شده است و شامل صدها میلیون جسم فضایی است که پنداشته می‌شود بقایای سیارات بیرونی هنگام تشکیل آن‌ها هستند. برخی از دنباله‌دارها از کمربند کویپر سرچشمه می‌گیرند.
کمربند کویپر کمربندی شبیه به یک بیضی یا دایره است و حدود ۴٫۵ تا ۷٫۵ میلیارد کیلومتر (۳۰ تا ۵۰ واحد نجومی) از خورشید فاصله دارد و شکل‌گیری آن مانند شکل‌گیری کمربند سیارک‌ها بوده است. کمربند سیارک‌ها عمدتاً از فلز و سنگ ساخته شده است، اما اجسام کمربند کویپر تقریباً یا به‌طور کامل از تکه‌های یخی مواد مختلف ساخته شده‌اند. علاوه بر آب یخ‌زده، این اجرام از آمونیاک (NH۳) و هیدروکربن‌های مختلف (CnH۲n+2) از جمله متان ساخته شده‌اند. اگرچه دانشمندان بخش کوچکی از اجسام کمربند کویپر را کشف کرده‌اند، اما بر این باورند که بیش از ۷۰٬۰۰۰ جسم فضایی در این منطقه وجود دارد. برخی از اشیاء این کمربند مانند پلوتون که بزرگ‌ترین جسم این منطقه است، بزرگ هستند. جرم سیارک ۵۰۰۰۰ بیش از نیمی از جرم پلوتون است و اندازهٔ ماکی‌ماکی و هائومیا بسیار نزدیک به اندازهٔ پلوتون است. برخی از اجسام کمربند کویپر از جمله پلوتون و هائومیا دارای ماه هستند.

#### پلوتون

مقایسهٔ بزرگ‌ترین اجسام شناخته‌شدهٔ فرانپتونی در منظومهٔ شمسی

پلوتون سیارهٔ کوتولهٔ بزرگی در کمربند کویپر است که قبلاً به عنوان بیرونی‌ترین و کوچک‌ترین سیارهٔ منظومهٔ شمسی در نظر گرفته می‌شد. در ماه اوت سال ۲۰۰۶، اتحادیهٔ بین‌المللی اخترشناسی با طبقه‌بندی اجرام آسمانی، پلوتون را از فهرست سیارات حذف‌کرد و در طبقهٔ سیارات کوتوله قرار داد. پلوتون از گازهایی مانند نیتروژن و کربن دی‌اکسید به صورت یخ ساخته شده است. دورهٔ چرخش این سیارهٔ کوتوله ۱۵۳٫۲۹۲۸- روز و تناوب مداری آن ۲۴۷ سال و ۲۴۸٫۲۵ روز به طول می‌انجامد.
بیش‌ترین دمای سطحی پلوتون °۲۲۳- سانتی‌گراد و کم‌ترین دمای سطحی آن °۲۳۳- سانتی‌گراد است. شمار ماه‌های پلوتون ۵ است. این پنج ماه عبارتند از: شارون، اس/۲۰۱۲ پی ۱، نیکس، اس/۲۰۱۱ پی ۱ و هیدرا است. شارون یک ماه بزرگ است و حجم آن بیش از نصف حجم پلوتون است. فاصلهٔ میان پلوتون و شارون ۱۹٬۶۴۰ کیلومتر (۱۲٬۲۰۰ مایل) و کمتر از فاصلهٔ پرواز میان لندن و سیدنی است. تناوب مداری این ماه به دور پلوتون ۶٫۴ روز به طول می‌انجامد.

#### هائومیا

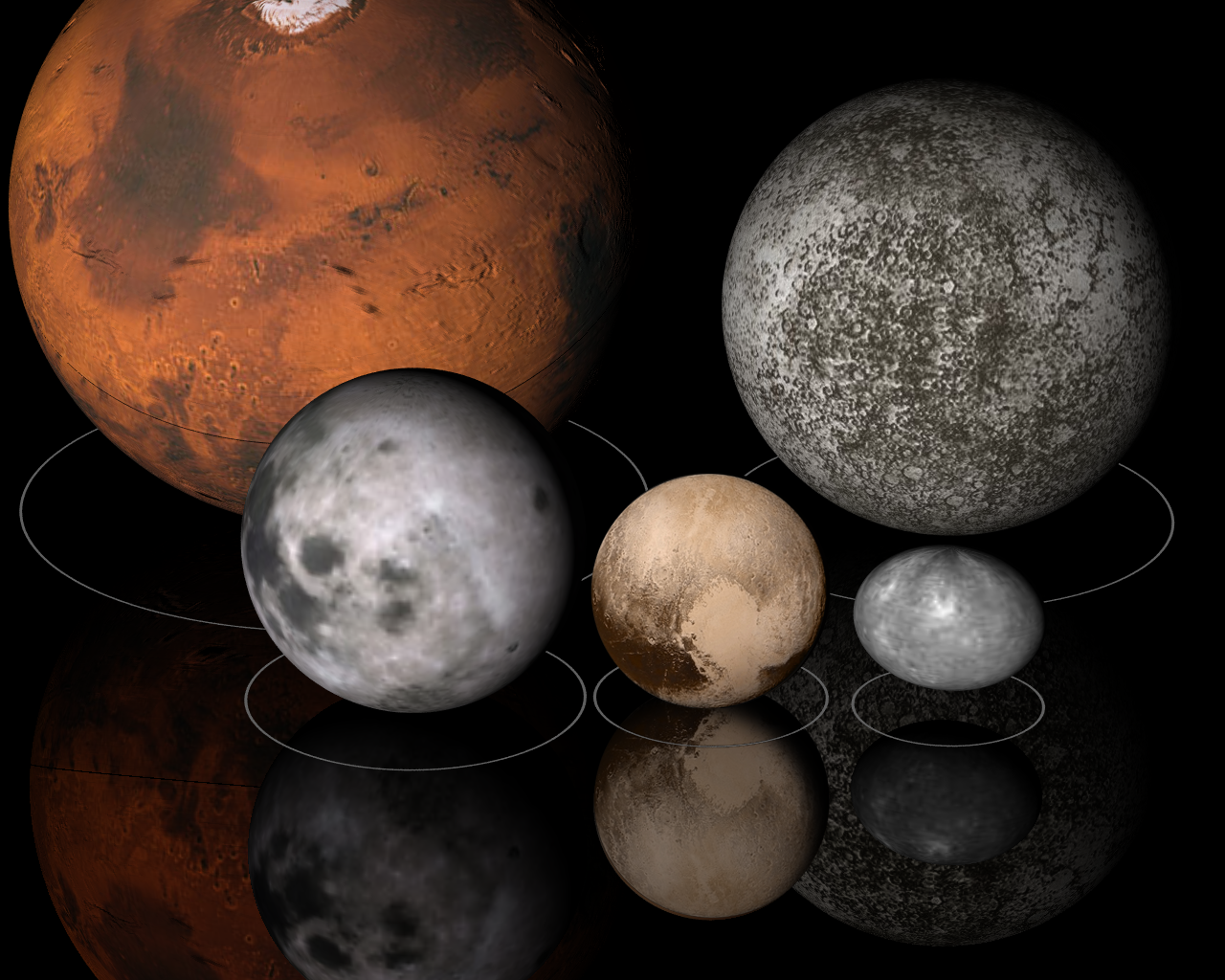
نگارهٔ هنری از مقایسهٔ هائومیا با شماری اجسام دیگر: ردیف بالا از راست به چپ: عطارد، مریخ ردیف پایین از راست به چپ: هائومیا، پلوتون، ماه

هائومیا یک سیارهٔ کوتولهٔ غیرمعمولی با ابعاد ۱٬۰۰۰×۱٬۵۲۰×۱٬۹۶۰ کیلومتر (۶۲۰×۹۴۰×۱٬۲۲۰ مایل) است که از سنگ ساخته‌شده و یک لایهٔ نازک یخی روی آن را پوشش داده است. در سپتامبر ۲۰۰۸، اتحادیهٔ بین‌المللی اخترشناسی هائومیا را به عنوان پنجمین سیارهٔ کوتوله و چهارمین پلوتونئید به رسمیت شناخت. دورهٔ چرخش هائومیا ۳٫۹۱۵۴ ساعت و تناوب مداری آن ۲۸۳ سال و ۱۴/۶۱ روز است.
شمار ماه‌های هائومیا ۲ است. این دو ماه عبارتند از: هایاکا و ناماکا است. هایاکا از ناماکا بزرگ‌تر است و قطر آن حدود ۳۱۰ کیلومتر (۱۹۳ مایل) است. این ماه با هر بار گردش کامل پیرامون هائومیا در ۴۹ روز، مسافتی حدود ۴۹٬۵۰۰ کیلومتر (۳۰٬۷۵۸ مایل) را می‌پیماید. این ماه توسط گروه اخترشناسی مایکل براون در ۲۶ ژانویهٔ ۲۰۰۵ کشف‌شد. قطر ناماکا حدود ۱۷۰ کیلومتر (۱۰۶ مایل) و تناوب مداری آن ۳۴٫۷ روز است و در این مدت مسافتی حدود ۳۹٬۳۰۰ کیلومتر (۲۴٬۴۲۰ مایل) را می‌پیماید. این ماه نیز مانند هایاکا، توسط گروه براون اما در ۳۰ ژوئن ۲۰۰۵ کشف‌شد.

#### ماکی‌ماکی

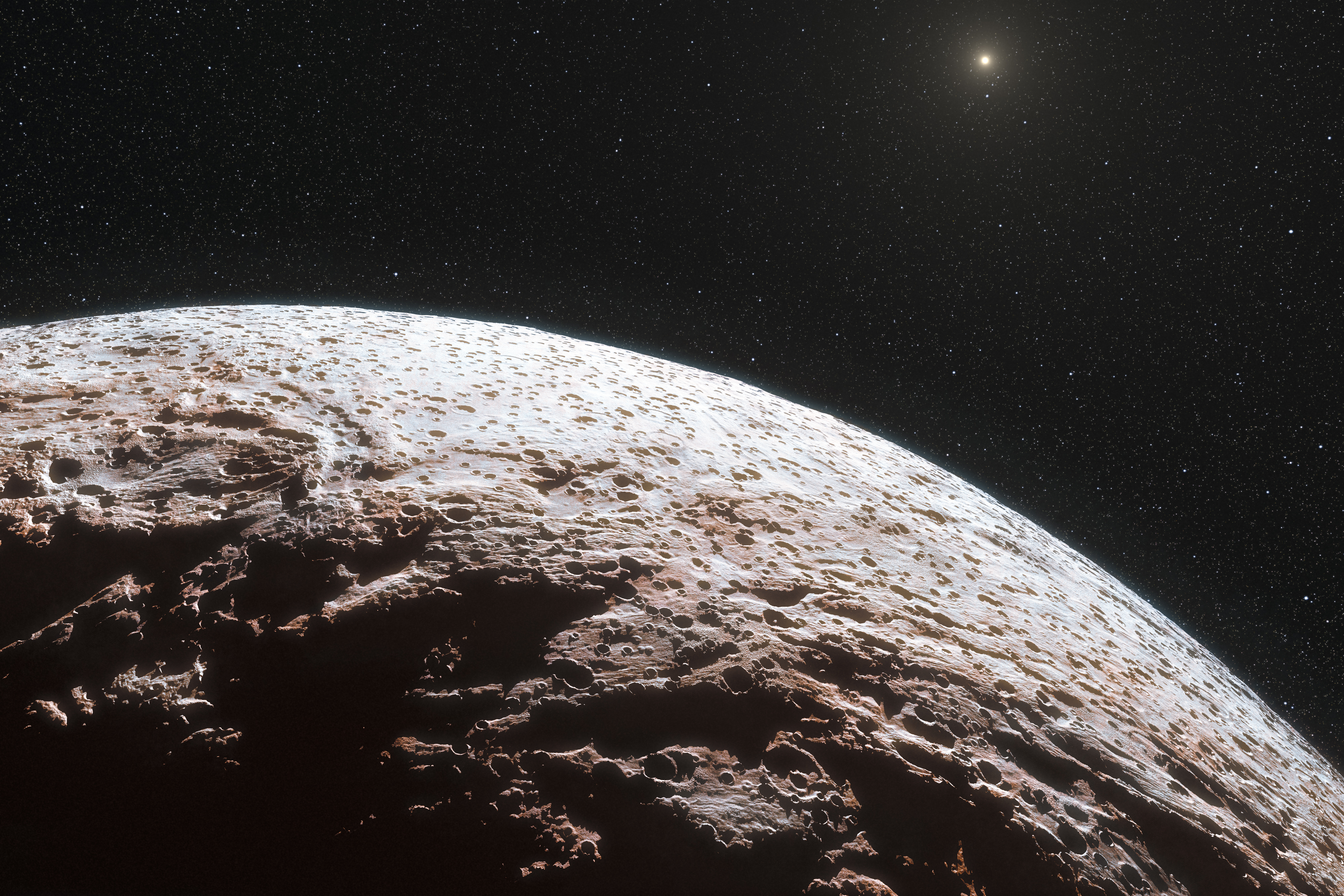
برداشتی هنرمندانه از سطح ماکی‌ماکی

ماکی‌ماکی یک سیارهٔ کوتوله است که قطر آن برابر با ۱٬۵۰۰ کیلومتر (۹۰۰ مایل) است و رنگ آن مایل به قرمز است. دورهٔ چرخش ماکی‌ماکی ۷/۷۷۱ ساعت (۰٫۰۰۳ ساعت) و تناوب مداری آن ۳۱۰ سال است.
تلسکوپ فضایی اسپیتزر با قابلیت‌های فروسرخ، ماکی‌ماکی را مورد مطالعه قرار داد و نشان داد که احتمالاً متان در جو این سیارهٔ کوتوله وجود دارد. در آوریل ۲۰۱۱، ماکی‌ماکی میان زمین و ستاره‌ای بسیار دوردست قرار گرفت و از آن‌جا گذشت و ستاره‌شناسان با استفاده هفت تلسکوپ به مطالعه و بررسی دربارهٔ چگونگی تغییر نور ستاره پرداختند. خوزه لوئیس اورتیز مورنو در اینباره می‌گوید: «ماکی‌ماکی از مقابل ستاره گذشت و به جای این‌که محوشدن و روشن‌شدن ستاره به تدریج صورت گیرد، ستاره ناپدید و دوباره به‌طور ناگهانی پدیدار شد. معنای این چنین است که ماکی‌ماکی جو قابل توجهی ندارد.» ماکی‌ماکی هیچ ماهی ندارد. این کمبود، اندازه‌گیری جرم ماکی‌ماکی را سخت‌تر می‌کند، هر چند قطر آن مشخص‌شده و دو سوم پلوتون است.

### دیسک پراکنده

پراکندگی اجسام کمربند کویپر و دیسک پراکنده در فضا (برای وضوح بیشتر روی نگاره کلیک کنید)

اشیاء دیسک پراکنده در واقع همان اشیاء کمربند کویپر هستند که خروج از مرکز مداری آن‌ها زیاد است. اوج این اجسام بیش از ۶۰ واحد نجومی و حضیض آن‌ها میان ۳۰ تا ۴۸ واحد نجومی است. این اجرام احتمالاً در اثر تعامل‌های گرانشی سیارات غول‌پیکر در اوایل تشکیل منظومهٔ شمسی به منطقهٔ دیسک پراکنده پرتاب شدند. پنداشته می‌شود که شمار کنونی اجرام دیسک پراکنده تنها در حدود ۱ درصد از آن چیزی است که در اوایل تشکیل منظومهٔ شمسی بود. تعاملات گرانشی اجرام دیسک پراکنده با نپتون می‌تواند نیم‌قطر بزرگ این اجرام را بسیار افزایش دهد. تاکنون بیش از ۱۵۰ جسم دیسک پراکنده و قنطورس شناخته شده است.

#### اریس

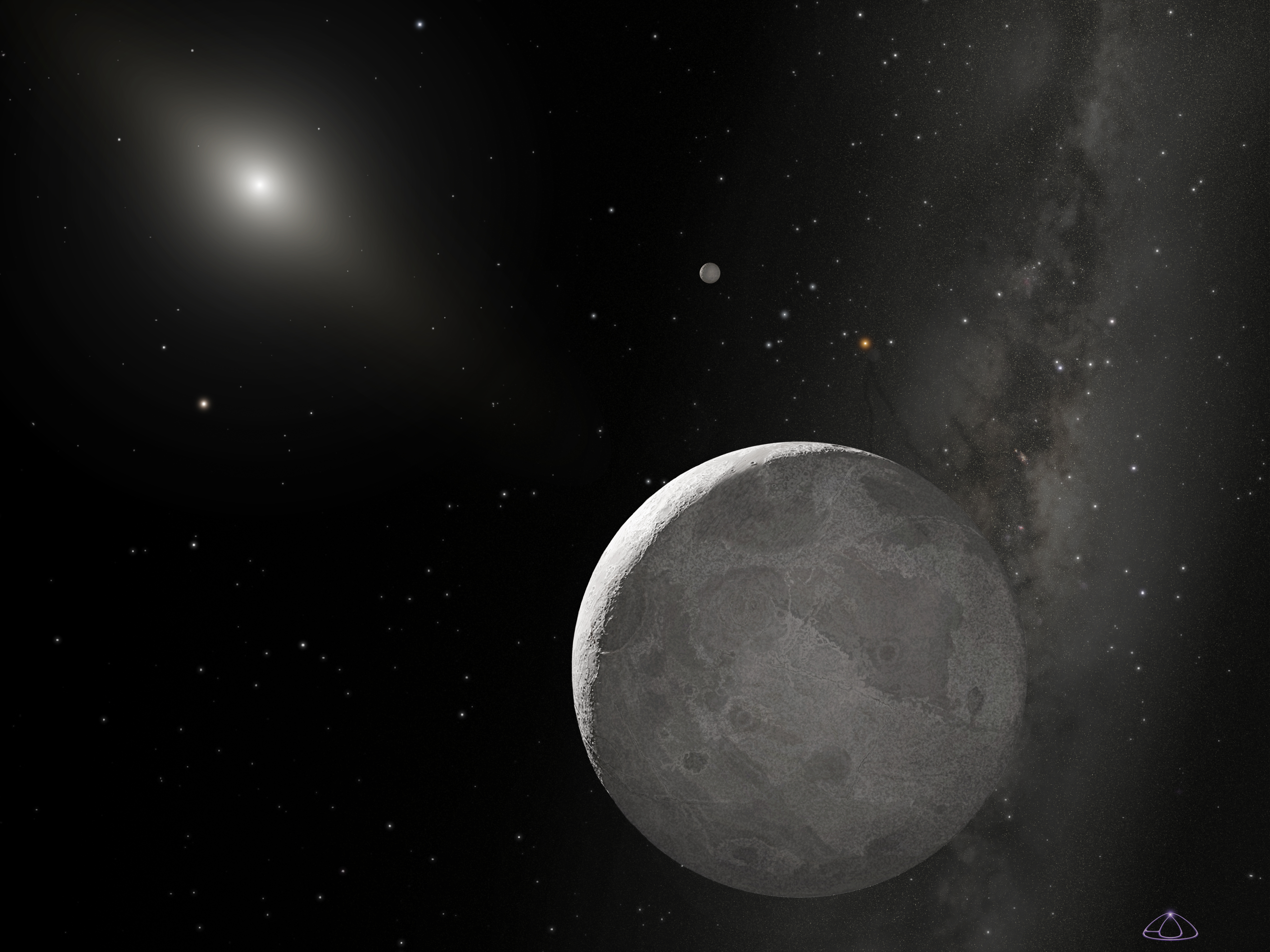
انگاشت هنری از اریس (وسط) و ماه آن دیسنومیا (بالای اریس). جسم درخشان بالا سمت چپ خورشید است.

اریس با قطر ۲٬۴۰۰ و ۱۰۰± کیلومتر (طبق برآورد تلسکوپ فضایی هابل) بزرگ‌ترین سیارهٔ کوتولهٔ منظومهٔ شمسی است و اندازهٔ آن ۱۰۵ درصد اندازهٔ پلوتون است (بر سر جنجال و اختلاف). دورهٔ چرخش اریس ۲۵٫۹ ساعت و تناوب مداری آن ۵۶۰ سال و ۸۴٫۰۰۷۵ روز است.
اریس جو قابل توجهی ندارد و دمای سطحی آن حدود °۲۱۷- سانتی‌گراد تا °۲۴۳- سانتی‌گراد است. دیسنومیا تنها ماه اریس است و در سال ۲۰۰۵ توسط مایکل براون و گروهی از دانشمندان، مدتی پس از کشف اریس کشف‌شد. قطر دیسنومیا تنها ۱۰۰ تا ۲۵۰ کیلومتر و کوچکتر از ایالت ماساچوست است. دانشمندان مطمئن نیستند که دیسنومیا از چه چیزی ساخته‌شده، اما بر این باورند که از آب منجمد ساخته شده است. ستاره‌شناسان برای شناسایی پلوتون و اریس از دیسنومیا استفاده می‌کنند؛ آن‌ها می‌دانستند که اریس از پلوتون بزرگتر است، اما نمی‌دانستند که جرم اریس از پلوتون بیشتر است. آن‌ها می‌توانند جرم جسم را با استفاده از ماه آن اندازه‌گیری کنند؛ به‌طوری‌که فاصلهٔ میان جسم و ماه آن و مدت زمان گردش ماه به دور جسم را اندازه‌گیری می‌کنند. با استفاده از این روش، ستاره‌شناسان دریافتند که جرم اریس ۲۷ درصد بیشتر از پلوتون است.

## دورترین مناطق

### سدنا

مدار بسیار عجیب سدنا (سرخ‌رنگ)

سِدنا دورترین جسم مشاهده‌شده در منظومهٔ شمسی است که در سال ۲۰۰۳ در رصدخانهٔ پالومار در کالیفرنیا کشف شد. فاصلهٔ این جسم از خورشید دو برابر فاصلهٔ هر جسم دیگری در منظومهٔ شمسی از خورشید است و سه برابر دورتر از پلوتون یا نپتون است. تناوب مداری این جسم ۱۰٬۵۰۰ سال به طول می‌انجامد. اوج سدنا ۱۵۰ میلیارد کیلومتر (۱۰۰۰ واحد نجومی) و حضیض آن ۱۱٬۴۰۰٬۰۰۰٬۰۰۰ کیلومتر (۷۶ واحد نجومی) است.
مدار سدنا به شدت بیضی‌شکل است و به سیارات منظومهٔ شمسی بسیار نزدیک است. این جسم اکنون ۱۳٬۵۰۰٬۰۰۰٬۰۰۰ کیلومتر (۹۰ واحد نجومی) با خورشید فاصله دارد. ابر اورت بسیار دورتر از مدار سدنا است، اما دانشمندان بر این باورند که سدنا مدرکی است که نشان می‌دهد ابر اورت بیش از آنچه که می‌پنداشتند، به سوی خورشید گسترش یافته است و سدنا را عضوی از ابر اورت می‌دانند. قطر سدنا حدود ۱٬۸۰۰ کیلومتر است.

### ابر اورت

فاصلهٔ ابر اورت از منظومهٔ خورشیدی

ابر اورت (به انگلیسی: Oort cloud)؛ یک ابر بزرگ کروی‌شکل است و دانشمندان برای تعیین اندازهٔ آن اختلاف نظر دارند. عده‌ای بر این باورند که این ابر از ۲٬۰۰۰ تا ۵٬۰۰۰ واحد نجومی دورتر از خورشید آغاز می‌شود و تا ۵۰٬۰۰۰ واحد نجومی ادامه می‌یابد. برخی نیز می‌پندارند که تا ۱۰۰٬۰۰۰ واحد نجومی دورتر از خورشید ادامه می‌یابد. فرضیهٔ وجود ابر اورت در سال ۱۹۵۰ توسط یان اورت پیشنهاد شد و نام ابر اورت به افتخار یان اورت نام‌گذاری شده است. اگرچه وجود ابر اورت با مشاهدهٔ مستقیم اثبات نشده است، اما وجود آن در جوامع علمی پذیرفته شده است. این ابر شامل اشیاء یخی ساخته‌شده از آمونیاک، آب و متان است.

### دنباله‌دارها

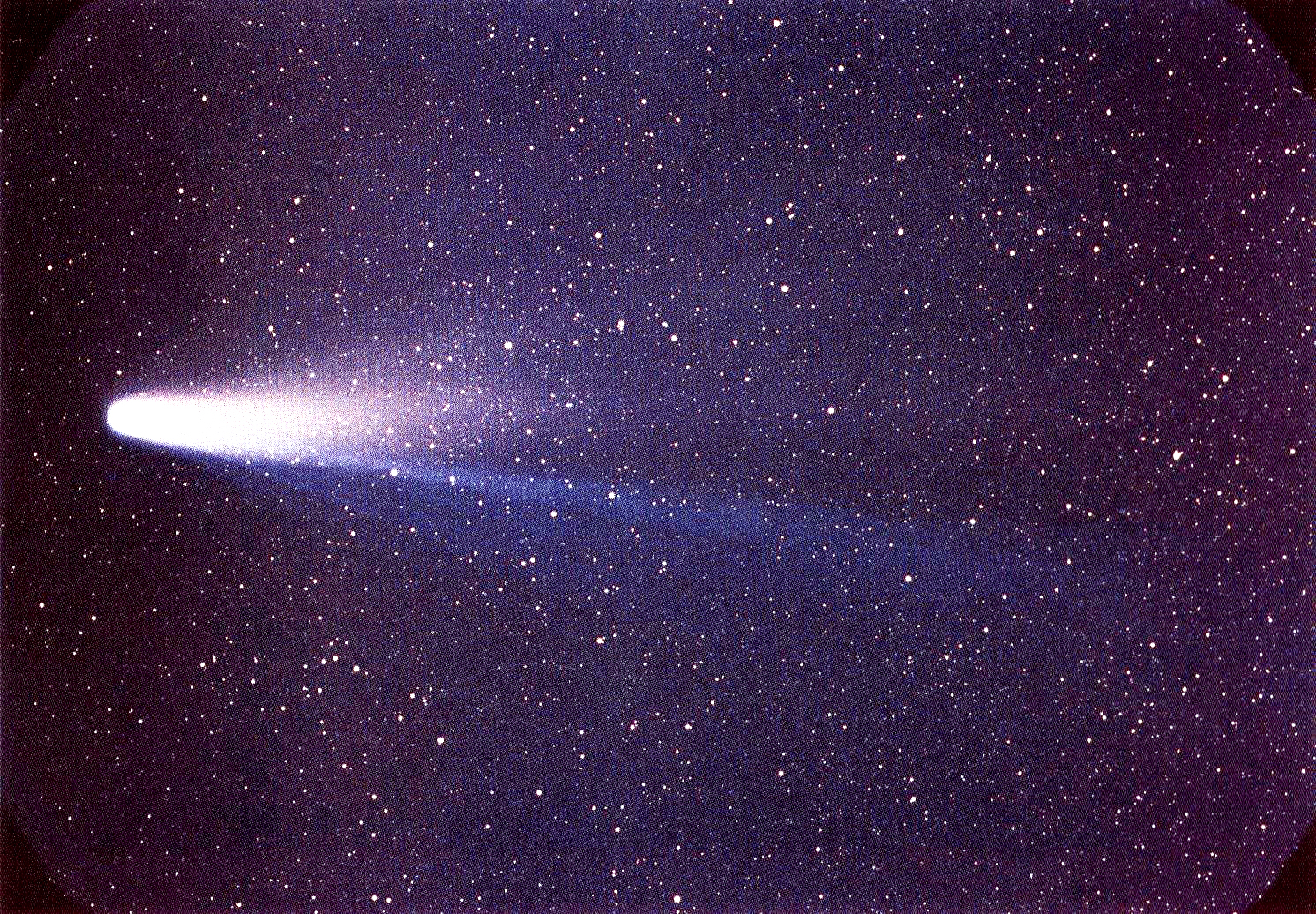
دنباله‌دار هالی استثنایی است و بر خلاف این که دورهٔ مداری کوتاهی دارد، از ابر اورت سرچشمه گرفته است.

یک گلولهٔ برفی کیهانی است که از گازهای منجمد، سنگ و گرد و غبار ساخته‌شده و تقریباً به اندازهٔ یک شهر کوچک است. دنباله‌دارها، غیر دوره‌ای و دوره‌ای هستند. دنباله‌دارهای غیر دوره‌ای که از ابر اورت می‌آیند، گرانش محدود به خورشید ندارند و مدار آن‌ها به شکل سهمی است و تنها یک بار خورشید را می‌بینند و هرگز دوباره بازنمی‌گردند. دنباله‌دارهای دوره‌ای نیز شامل دنباله‌دارهای بلند مدت (بسیار بیشتر از ۲۰۰ سال) و کوتاه مدت است که به ترتیب از ابر اورت و کمربند کویپر سرچشمه می‌گیرند.
ویژگی‌ها و رفتار دنباله‌دارهایی که از ابر اورت می‌آیند با دنباله‌دارهایی که از کمربند کویپر می‌آیند، متفاوت است. به‌طور کلی، دو تفاوت میان این دنباله‌دارها وجود دارد: نخست این که ویژگی‌های دینامیکی آن‌ها متفاوت است. دوم این که دنباله‌دارهایی که از ابر اورت سرچشمه می‌گیرند، دارای دوره‌های بلند و دنباله‌دارهایی که از کمربند کویپر سرچشمه می‌گیرند، دارای دوره‌های کوتاه (۲۰ تا ۲۰۰ سال) هستند و ویژگی‌های مداری آن‌ها نیز متفاوت است. دو خانوادهٔ بزرگ از دنباله‌دارهای کوتاه مدت وجود دارد: نخست خانوادهٔ برجیس با دورهٔ کمتر از ۲۰ سال و دوم خانوادهٔ هالی با دورهٔ ۲۰ تا ۲۰۰ سال.
تفاوت‌های دینامیکی این دو گروه ناشی از تأثیر اجسام دیگر است. اجسام ابر اورت توسط رویدادهایی که فراتر از منظومهٔ شمسی رخ می‌دهد، آشفته می‌شوند. اما دنباله‌دارهای کمربند کویپر به‌طور مستقیم توسط هیچ ستاره‌ای به جز خورشید نمی‌توانند آشفته شوند. اگر خورشید از کنار ستارهٔ دیگری (یا یک ابر بزرگ مولکولی) بگذرد، دنباله‌دارها در مداری بیضی‌شکل و به سمت منظومهٔ شمسی به گردش درمی‌آیند. اما سیارهٔ نپتون که بسیار نزدیک به کمربند کویپر است، نقش مهمی در ثبات مدار اجسام کمربند یا برعکس هل دادن اجسام به دورتر از مدار پیشین خود دارند.
ترکیبات شیمیایی دنباله‌دارهای بلند مدت و کوتاه مدت مشابه است، اگرچه ترکیبات سازندهٔ دنباله‌دارهای بلند مدت تمایل بیشتری به فرار دارند. دلیل این تفاوت می‌تواند سرچشمه‌گیری از ابر اورت یا کمربند کویپر باشد. در واقع در طول شکل‌گیری منظومهٔ شمسی، اجسام کوچک در بخش‌های درونی دیسک و در نزدیکی سیارات غول‌پیکر ساخته شدند. سپس این اجسام توسط نیروهای گرانشی از منظومهٔ شمسی خارج‌شدند و آن اجسامی که به‌طور کامل فرار کردند، ابر اورت را تشکیل دادند. آن دسته از اجسامی که نتوانستند فرار کنند و هیچ تعامل گرانشی با سیارات نداشتند، به عنوان اجسام کمربند کویپر باقی‌ماندند.

### مرزها و گذر از منظومهٔ شمسی

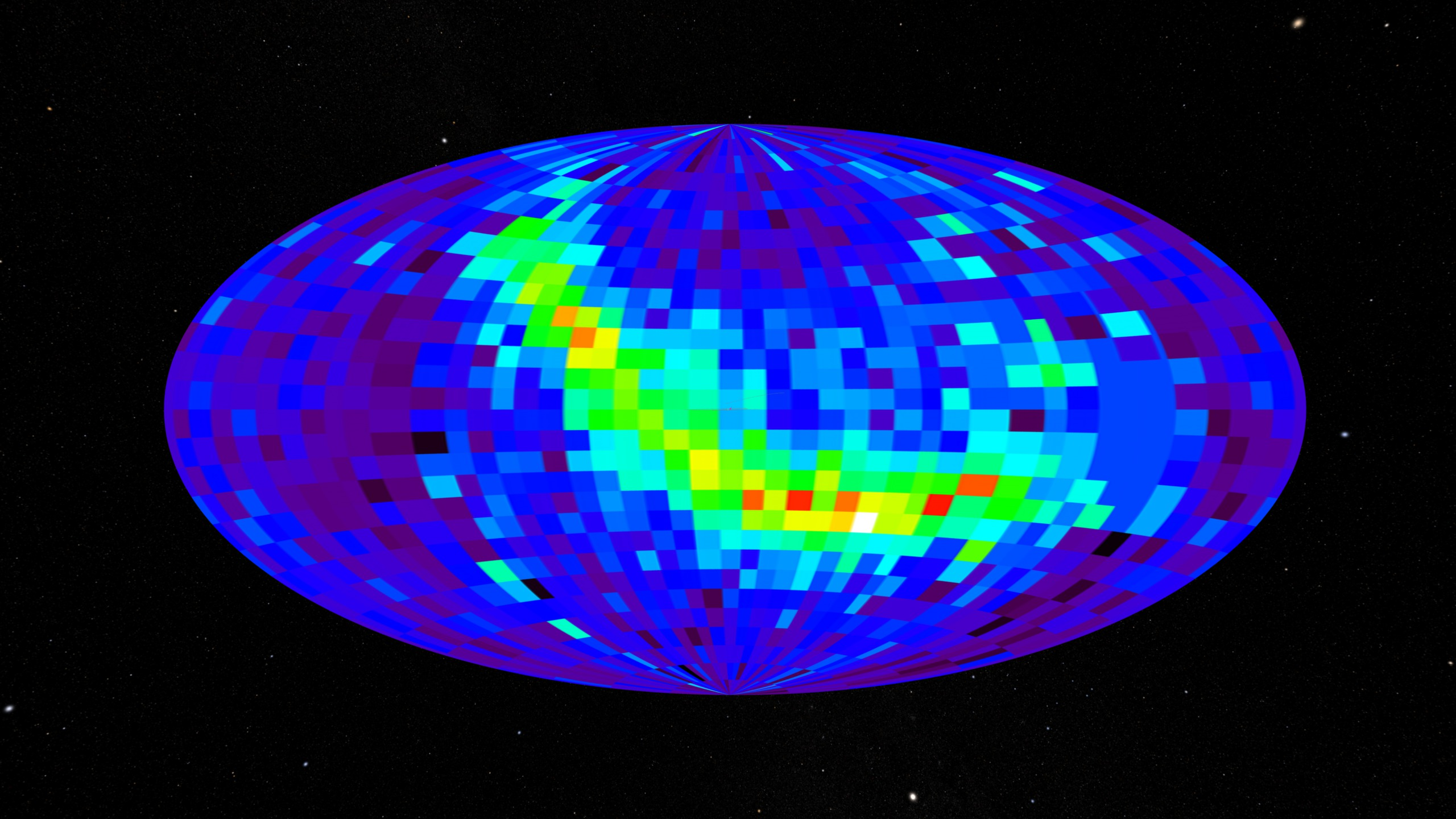
نقشهٔ اتم‌های خنثی پرانرژی هلیوهیث و هلیوپاز توسط فضاپیمای کاوشگر مرز میان‌ستاره‌ای

منظومهٔ شمسی تا جایی گسترش می‌یابد که دیگر تحت تأثیر خورشید (نفوذ نور خورشید، گرانش خورشیدی، میدان مغناطیسی خورشید و باد خورشیدی) نباشد. هر چه قدر از خورشید دور می‌شویم، نور آن کم‌تر می‌شود؛ اما هیچ مرزی وجود ندارد که در آن نور خورشید نفوذ نداشته‌باشد یا در آن‌جا ضعیف‌تر شود. گرانش خورشیدی هم مانند نور آن حد و مرزی ندارد و هر چه قدر از خورشید دور می‌شویم، گرانش آن ضعیف‌تر می‌شود. دانشمندان بر این باورند که باد خورشیدی نوعی خلأ است، اما اثرات گاز و گرد و غبار در آن وجود دارد.
هورسپهر منطقه‌ای است که میدان مغناطیسی خورشید و پروتون‌ها و الکترون‌های بادهای خورشیدی را در بر می‌گیرد. باد خورشیدی تا بیرون از منظومهٔ شمسی جریان می‌یابد و وارد فضای میان‌ستاره‌ای می‌شود و سرعتش را از دست می‌دهد. منطقه‌ای که سرعت بادهای خورشیدی در آن کاهش می‌یابد، هلیوهیث نام‌دارد. هلیوپاز مرز بیرونی هلیوهیث است و هم‌چنین مرز بیرونی منظومهٔ شمسی در نظر گرفته می‌شود و برآورد شده است که میان ۱۱۰ تا ۱۷۰ واحد نجومی از خورشید فاصله دارد.
فضاپیماهای کاسینی-هویگنس و اکسپلورر که به ترتیب در مدار زحل و زمین بودند، نشان‌دادند که هلیوسفر در واقع یک کره است. وویجر ۱ و ۲ به ترتیب در سال‌های ۲۰۰۴ و ۲۰۰۷ از فاصلهٔ ۹۴–۸۴ واحد نجومی از خورشید گذشتند و اکنون در جهات مختلف در حال سفر به خارج از منظومهٔ شمسی هستند.

## بزرگ‌ترین اجرام
|                            |                           |                                  |                           |                           |                                  |                             |
| خورشید (star)              | مشتری (planet)            | زحل (planet)                     | اورانوس (planet)          | نپتون (planet)            | زمین (planet)                    | زهره (planet)               |
|                            |                           |                                  |                           |                           |                                  |                             |
| مریخ (planet)              | گانیمد (moon of Jupiter)  | تیتان (moon of Saturn)           | عطارد (planet)            | کالیستو (moon of Jupiter) | آیو (moon of Jupiter)            | ماه (moon of Earth)         |
|                            |                           |                                  |                           |                           |                                  |                             |
| اروپا (moon of Jupiter)    | تریتون (moon of Neptune)  | پلوتون (dwarf planet)            | تیتانیا (moon of Uranus)  | رئا (moon of Saturn)      | اوبرون (moon of Uranus)          | یاپتوس (moon of Saturn)     |
|                            |                           |                                  |                           |                           |                                  |                             |
| کارون (moon of Pluto)      | اومبریل (moon of Uranus)  | آریل (moon of Uranus)            | دیونه (moon of Saturn)    | تتیس (moon of Saturn)     | سرس (dwarf planet)               | ۴ وستا (belt asteroid)      |
|                            |                           |                                  |                           |                           |                                  |                             |
| پالاس (belt asteroid)      | انسلادوس (moon of Saturn) | میراندا (moon of Uranus)         | پروتئوس (moon of Neptune) | میماس (moon of Saturn)    | هایپریون (moon of Saturn)        | ۷ آیریس (belt asteroid)     |
|                            |                           |                                  |                           |                           |                                  |                             |
| فوبه (moon of Saturn)      | جانوس (moon of Saturn)    | اپیمتئوس (moon of Saturn)        | سیارک ۲۱ (belt asteroid)  | پرومته (moon of Saturn)   | پاندورا (moon of Saturn)         | ۲۵۳ ماتیلده (belt asteroid) |
|                            |                           |                                  |                           |                           |                                  |                             |
| هلنه (moon of Saturn)      | ایدا ۲۴۳ (belt asteroid)  | آلتیما ثولی (Kuiper belt object) | فوبوس (moon of Mars)      | دیموس (moon of Mars)      | ۶۷ پی/چوریوموف-گراسیمنکو (comet) | Hartley 2 (comet)           |
| این جعبه: نمایش بحث ویرایش |                           |                                  |                           |                           |                                  |                             |